# Medioevo inglese

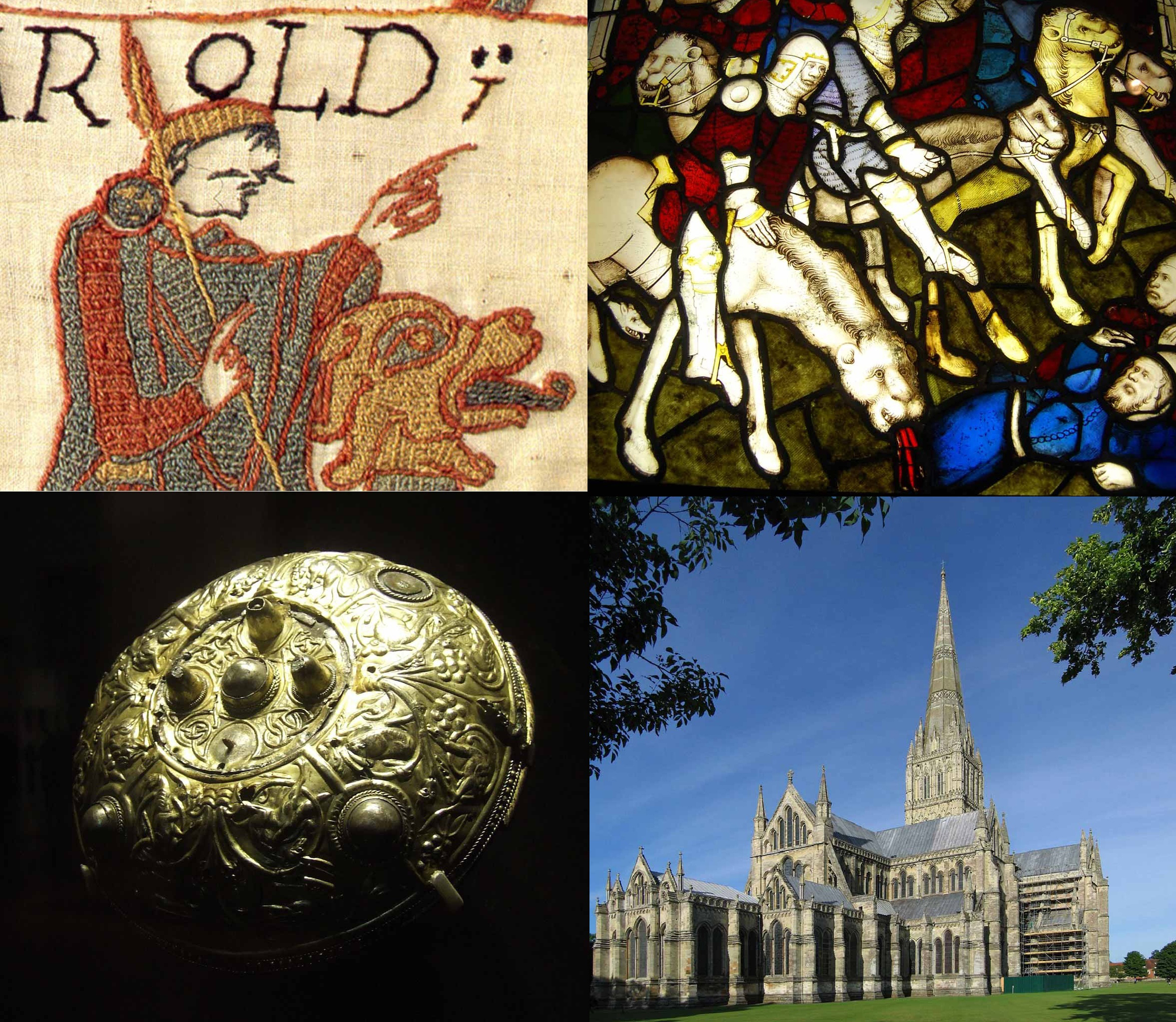
In senso orario, dall'alto a sinistra: dettaglio dell'arazzo di Bayeux in cui è raffigurato Aroldo II; vetrata del XV secolo della Cattedrale di York che mostra l'Apocalisse; cattedrale di Salisbury costruita nel XIII secolo; ciotola anglosassone del IX secolo

Il Medioevo inglese riguarda la storia dell'Inghilterra durante il periodo medievale iniziato al principio del V secolo e terminato negli ultimi anni del XV secolo all'inizio dell'età moderna. Storicamente iniziò con la partenza delle legioni romane dalla Britannia e l'invasione degli Anglosassoni e terminò con Enrico VIII e la riforma del teologo scozzese, John Knox. Al crollo dell'Impero romano, l'Inghilterra si trovò con un'economia in forte crisi e con gran parte dei centri urbani oramai spopolati tanto che gli storici parlano di "secoli bui" o "periodo sub-romano" per riferirsi a quegli anni. Ci vollero diversi secoli di immigrazione germanica affinché potessero emergere nuove identità e culture che dettero origine a regni in competizione tra loro per il potere sulla regione, un periodo storico noto come "eptarchia anglosassone". Sotto gli Anglosassoni fiorì una ricca cultura artistica che vide la produzione di poemi epici, come Beowulf, e di sofisticati manufatti in metallo. Nel VII secolo gli Anglosassoni si convertirono al cristianesimo e in tutta l'Inghilterra sorsero monasteri e conventi. Tra l'VIII e il IX secolo l'Inghilterra affrontò feroci attacchi da parte dei Vichinghi da cui emerse l'affermazione del Wessex come il regno più potente e il progressivo instaurarsi nella società di un'identità inglese. Nonostante le ripetute crisi di successione e la presa del potere dei Dani all'inizio dell'XI secolo, si può affermare che intorno agli anni 860 l'Inghilterra era uno Stato potente e centralizzato con una forte economia militare.
L'invasione normanna dell'Inghilterra del 1066 portò alla sconfitta dell'élite anglosassone e alla sua sostituzione con la nobiltà normanna e francese. Guglielmo il Conquistatore e i suoi successori si impadronirono del sistema statale esistente, reprimendo le rivolte locali e arrivando a esercitare un rigido controllo sulla popolazione attraverso una rete di castelli. I nuovi governanti introdussero il sistema feudale, sradicando la pratica della schiavitù ma creando una classe molto più ampia di lavoratori non liberi, detti servi della gleba. Tra il XII e il XIII secolo la popolazione dell'Inghilterra andò più che a raddoppiare, alimentando un'espansione dei paesi, delle città e dei commerci, anche grazie a un felice periodo climatico che avvantaggiò tutto il Nord Europa. Fu un periodo caratterizzato anche dalla fondazione di nuovi monasteri e abbazie, mentre la riforma della Chiesa in atto portò a tensioni tra sovrani e arcivescovi. Nonostante gli sviluppi nel governo e l'affermarsi di un sistema legale, le lotte interne tra l'élite anglo-normanna provocarono molteplici guerre civili e la perdita della Normandia.
L'Inghilterra del XIV secolo dovette affrontare la grande carestia e la peste nera, eventi catastrofici che uccisero circa la metà della popolazione, gettando l'economia nel caos e minando il vecchio ordine politico. I disordini sociali conseguenti sfociarono nella rivolta dei contadini del 1381 mentre i cambiamenti nell'economia portarono all'emergere di una nuova classe nobiliare che iniziò a esercitare il potere attraverso un sistema chiamato "feudalesimo bastardo". Quasi 1 500 villaggi furono abbandonati e molti uomini e donne cercarono nuove opportunità nelle città. Nel contempo furono introdotte nuove tecnologie mentre negli ambienti intellettuali si affermarono alcuni dei più grandi filosofi e scienziati medievali. I sovrani inglesi del XIV e XV secolo rivendicarono il trono di Francia, causando la guerra dei cent'anni. Nei primi anni di guerra l'Inghilterra colse numerose vittorie mentre l'economia prosperava sostenuta dai profitti del commercio internazionale di lana e stoffa, tuttavia intorno al 1450 il paese si trovò a dover far fronte a una totale disfatta militare che la costrinse a ritirarsi dalla Francia e a subire una rovinosa recessione. A seguito di ciò scoppiò la guerra delle due rose, combattute tra le fazioni rivali della nobiltà inglese. La successiva vittoria di Enrico VII d'Inghilterra nel 1485 segna convenzionalmente la fine del Medioevo inglese e l'inizio del periodo della prima età moderna.

## Storia politica

### L'Inghilterra anglosassone (600–1066)

#### Invasione anglosassone e l'eptarchia

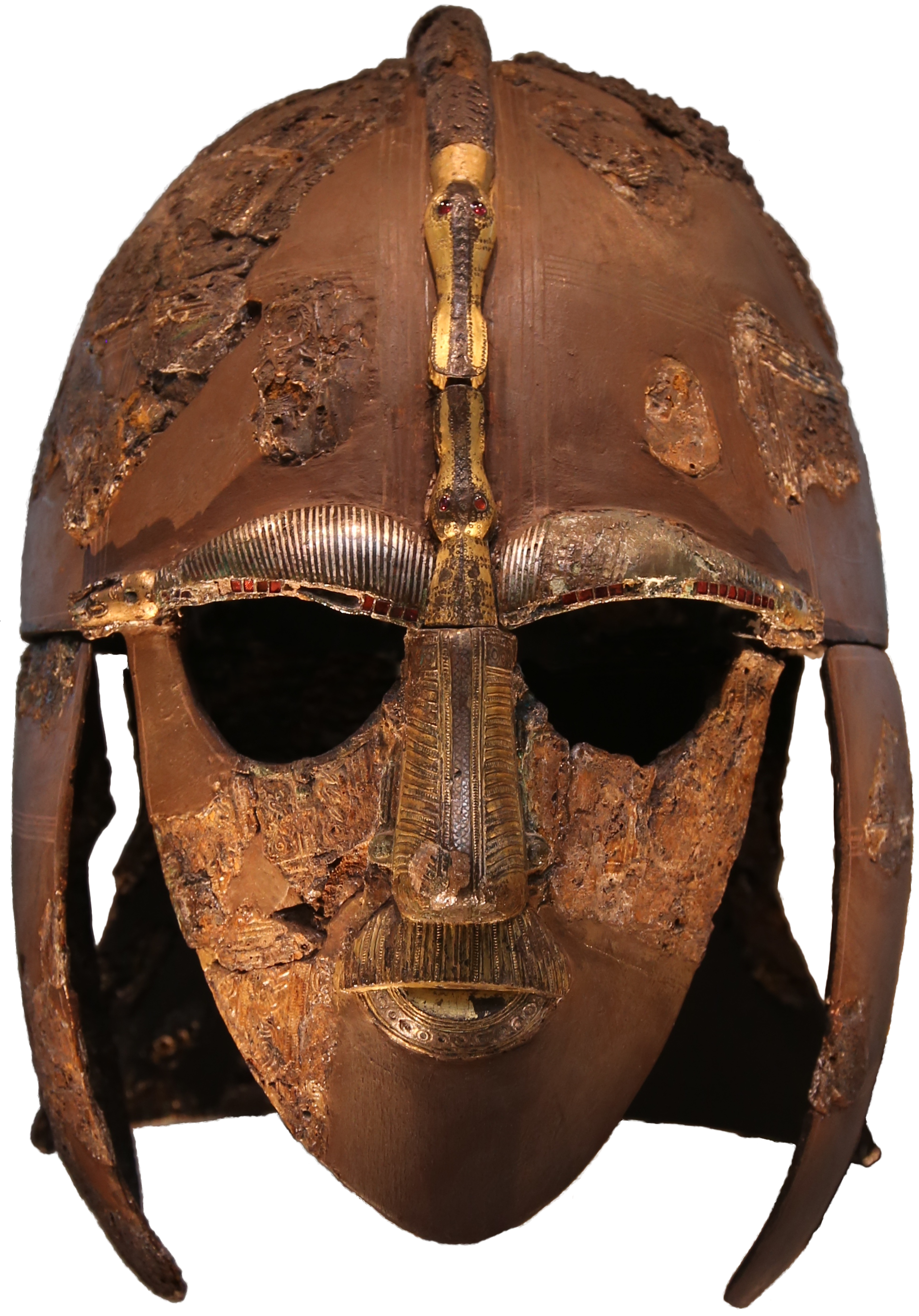
Elmo di Sutton Hoo

Agli inizi dell'Alto Medioevo, tra V e VI secolo, l'Inghilterra era parte della Britannia, una passata provincia dell'Impero romano. La sua economia era stata dominata dall'ingente spesa pubblica dell'impero destinata al sostentamento del vasto insediamento militare che, a sua volta, aiutava a mantenere una complessa rete di città, strade e ville. Alla fine del IV secolo, tuttavia, le legioni romane erano state in gran parte ritirate facendo crollare tale struttura economica; tali eventi vennero narrati nell'Historia Regum Britanniae, di Geoffredo di Monmouth, opera ritenuta tuttavia dagli storici poco credibile, e in molte parti leggendaria.

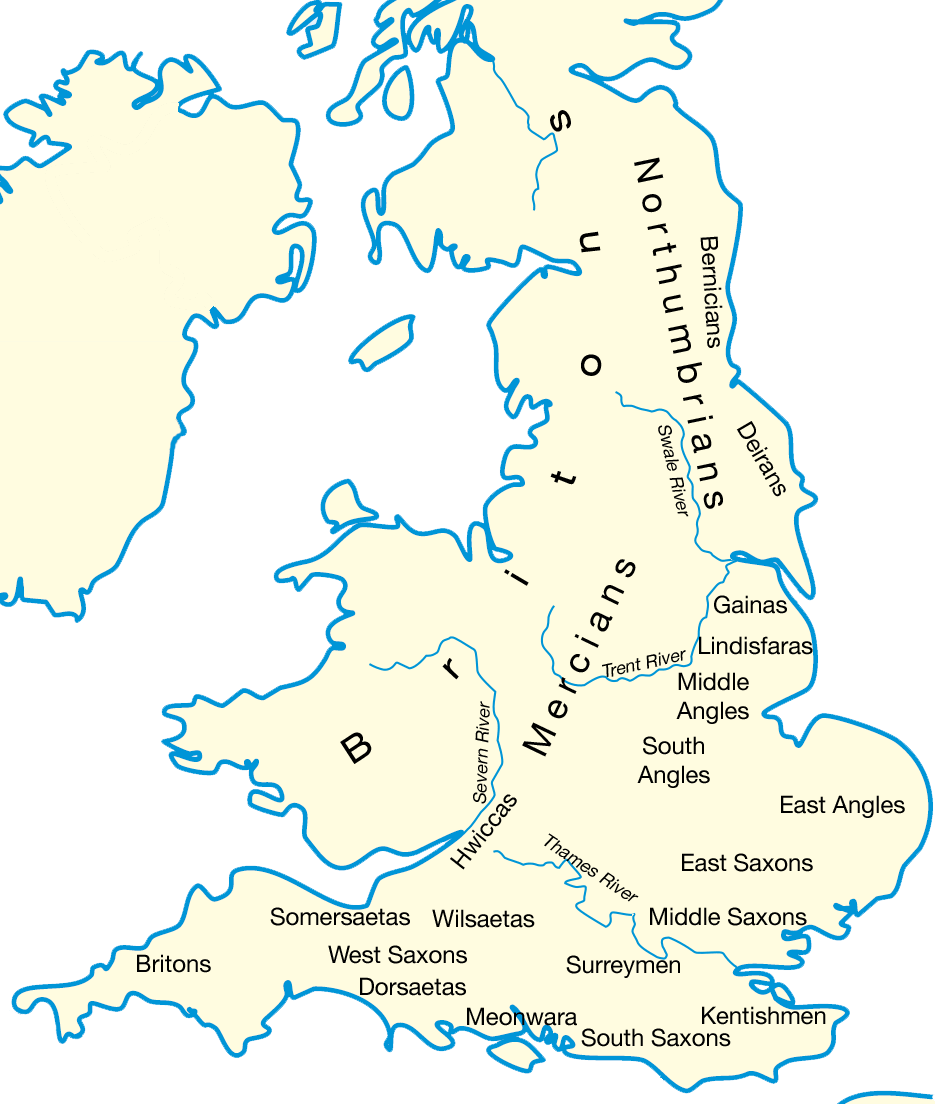
La Britannia nel 600 circa

Quando i Romani ebbero lasciato definitivamente l'isola intorno al 410 d.C., i popoli a nord del Vallo di Adriano (Pitti, Scoti e Caledoni) iniziarono a spingersi nelle fertili pianure meridionali dell'isola. Per difendersi dai loro attacchi, i Britanni chiesero aiuto alle tribù germaniche d'Europa degli Juti, dei Sassoni e degli Angli. Fu così che durante il V e il VI secolo iniziarono a giungere sull'isola un sempre più crescente numero di popolazioni germaniche che si stabilirono in piccole fattorie e villaggi, diffondendo la loro lingua, l'inglese antico, man mano che si spostavano verso ovest sotto la spinta di ulteriori arrivi; anche le popolazioni autoctone iniziarono ad abbandonare il celtico britannico e la lingua romanza britannica a favore della lingua portata dai migranti. Nel tempo emersero nuove identità politiche e sociali, tra cui una cultura anglicana nell'Est dell'Inghilterra e una cultura sassone nel Sud, con alcuni gruppi locali che diedero vita alle regiones, piccole comunità governate da potenti famiglie. Così, verso la fine del V secolo si arrivò alla formazione della cosiddetta eptarchia anglosassone, cioè la formazione di sette regni: Northumbria, Mercia, Kent, Anglia orientale, Essex, Sussex e Wessex. Tuttavia, studiosi moderni hanno dimostrato che altri regni sorsero in questo periodo: Hwicce, Magonsete, Lindsey e Middle Anglia. A questi regni anglosassoni si opponevano inoltre quelli britannici nel centro-nord della Britannia, come lo Strathclyde, il Reghed, l'Elmet e i diversi regni del Galles.
Tali regni conobbero vicende alterne, con i diversi reami impegnati nel tentativo di conquistare la supremazia gli uni sugli altri. Potente fu il Regno di Northumbria, nato dall'unione dei due regni minori di Bernicia e di Deira, ma il suo potere andò dissolvendosi nel corso della seconda metà del VII secolo a favore del Regno di Mercia che assunse un ruolo di primo piano sotto la guida del re Penda. Invadendo le terre confinanti arrivò a esercitare un certo controllo su circa 50 regiones che insieme comprendevano gran parte dell'attuale Inghilterra. La Mercia e gli altri regni, guidati dalle loro classi guerriere, continuarono a competere per il territorio per tutto l'VIII secolo.

#### Le invasioni dei vichinghi danesi

Una mappa che illustra i percorsi intrapresi dalla grande armata vichinga dall'865 fino all'878

Nonostante l'approntamento di massicce opere difensive, come il vallo di Offa, secondo la Cronaca anglosassone a partire dal 793 vi fu il primo attacco dei Vichinghi in Britannia, sferrato contro il monastero di Lindisfarne, mentre nel 794 avvenne il primo attacco a Iona. L'arrivo dei nuovi invasori, sconvolse profondamente l'assetto geografico, politico e sociale della regione. Le razzie vichinghe, sferrate dalla Danimarca, aumentarono progressivamente sia in numero e sia in intensità, fino a quando nell'865 la grande armata vichinga invase definitivamente l'isola, catturò York e sconfisse il Regno dell'East Anglia. Lo stabilirsi in Inghilterra dei Vichinghi produsse un forte impatto culturale, tanto da lasciare tracce significative nella lingua inglese. La penetrazione vichinga continuò tanto che Mercia e Northumbria caddero, rispettivamente, nell'875 e nell'876 e Alfredo di Wessex fu costretto all'esilio interno nell'878.
Nonostante ciò, nell’878 Alfredo ottenne una vittoria decisiva contro gli invasori nella battaglia di Edington e successivamente sfruttò la situazione per raccogliere intorno a sé un gran numero di uomini in armi grazie ai quali riuscì a fermare i Vichinghi in una regione nota come Danelaw. Re Alfredo il Grande del Wessex morì nel 899; a lui successe il figlio, Edoardo il Vecchio, che, insieme al cognato, Ethelred di Mercia, diede vita a un programma di espansione basato sulla costruzione di città e fortilizi. Alla morte di Ethelred, sua moglie Ethelfleda, la sorella di Edoardo, regnò come Signora dei merciani, continuando l'espansione. Alla morte di Edoardo il Vecchio, il figlio, Atelstano, del casato dei Wessex, salì sul trono di Mercia. Intorno agli anni 950, sotto i regni dei fratelli di Atelstano, Edredo ed Edgardo, i successi contro i Vichinghi continuarono e York fu riconquistata definitivamente. Così i sovrani del casato dei Wessex si erano imposti come re di tutti gli inglesi.
Con la morte di Edgar, tuttavia, la successione sul trono divenne problematica con Etelredo II che prese il potere nel 978 in seguito all'omicidio del fratello Edoardo il Martire. Poco dopo gli scandinavi rinnovarono il proprio interesse nei confronti dell'Inghilterra ed Etelredo perdette il suo regno per opera di Sweyn di Danimarca, riconquistandolo però alla morte di quest'ultimo. Il figlio di Etelredo, Edmondo II, morì poco dopo, consentendo così al figlio di Sweyn, il Canuto il Grande, di salire sul trono d'Inghilterra nel 1016.
Dopo alterne vicende, la casata dei Wessex tornò sul trono d’Inghilterra nel 1042 con Edoardo il Confessore. Edoardo non ebbe figli e la sua successione divenne nuovamente problematica. Quando Edoardo morì nel 1066, Aroldo Godwinson riuscì a conquistare il trono dopo aver sconfitto il rivale norvegese, Harald III Sigurdsson, nella battaglia di Stamford Bridge.

### Basso Medioevo (1066-1272)

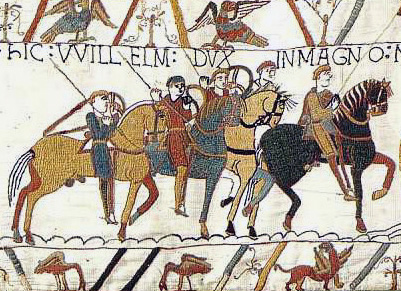
L'arazzo di Bayeux con la descrizione della battaglia di Hastings (1066)

Nel 1066 Guglielmo, duca di Normandia, approfittò della crisi di successione inglese per dare inizio alla conquista normanna dell'Inghilterra. Con un esercito di Normanni e mercenari, sconfisse Aroldo nella battaglia di Hastings e occupò rapidamente il Sud dell'isola. Guglielmo mise a punto una rete di castelli per controllare i maggiori centri di potere non considerati ancora del tutto sicuri, concedendo vaste terre ai suoi nobili e cooptando o eliminando la oramai ex classe dirigente anglosassone. A ciò seguirono aspre rivolte che Guglielmo riuscì agevolmente a sopprimere prima di spostarsi nel Nord-est dell'Inghilterra estendendo il suo controllo su York e devastando la regione. Alcuni signori normanni usarono l'Inghilterra come base per sferrare attacchi nel Galles meridionale e settentrionale, estendendosi lungo tutta la regione per creare nuove signorie delle Marche. Guglielmo ordinò anche la compilazione del Libro di Domesday, in cui erano registrate, nel suo territorio, sia le popolazioni sia le proprietà da tassare. Con il dominio normanno si formò anche una classe dirigente e una popolazione anglo-normanna. Al momento della morte di Guglielmo, avvenuta nel 1087, l'Inghilterra costituiva la maggior parte di un impero anglo-normanno governato da una società di aristocratici con proprietà terriere in Inghilterra, Normandia e Galles. Le ingenti ricchezze che l’Inghilterra offriva fu fondamentale perché i nobili normanni estendessero il loro controllo su tutta la regione. Con Guglielmo Normandia e Inghilterra furono considerate terre dello stesso regno e così rimasero fino al 1204.

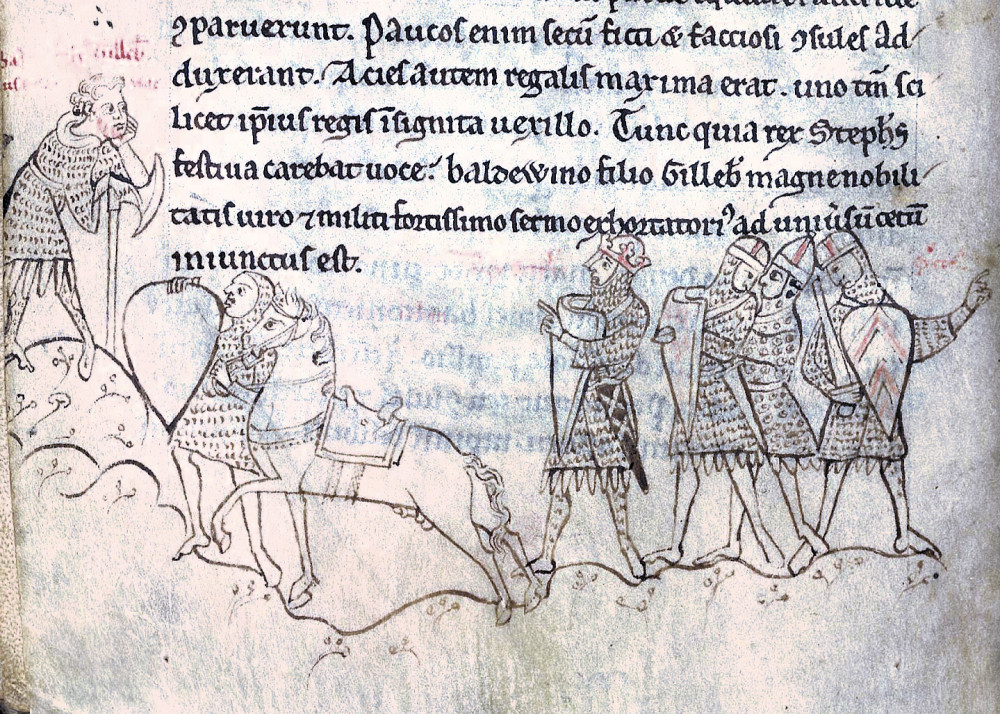
Illustrazione della battaglia di Lincoln: Stefano d'Inghilterra (quarto da destra) ascolta Baldovino di Clare mentre arringa l'esercito

Il dominio normanno, tuttavia, si dimostrò a breve instabile; le successioni al trono furono contestate, portando a violenti conflitti tra i vari pretendenti e i propri sostenitori. Re Guglielmo II ereditò il trono ma dovette far fronte a violente rivolte da parte di chi lo voleva sostituire con suo fratello maggiore Roberto o con suo cugino Stefano d'Aumale. Nel 1100 Guglielmo II morì durante una battuta di caccia e, nonostante le pretese dei rivali, il fratello minore Enrico I prese immediatamente il potere. Scoppiò così una guerra, che si concluse con la sconfitta di Roberto nella battaglia di Tinchebray e la sua successiva prigionia. Il figlio Guglielmo Cliton, rimase tuttavia libero e costituì il fulcro di nuove rivolte perpetrate fino alla sua morte accaduta nel 1128. L'unico figlio legittimo di Enrico, Guglielmo, morì nel 1120 nel naufragio della ‘’White Ship’’, aprendo una nuova crisi nella successione al trono. Durante il debole regno del nipote di Enrico, Stefano I (1135-1154) la situazione del regno inglese andò via via deteriorandosi, oscillando tra la guerra civile e il potere feudale dei baroni. Questo lungo periodo di instabilità è conosciuto dagli storici come "Anarchia inglese". Stefano entrò anche in contrasto, per ragioni dinastiche, con la cugina, l'imperatrice Matilda, che, dalla Francia, nell'autunno del 1139 invase l'Inghilterra insieme al marito Goffredo di Angiò e al fratellastro Roberto di Gloucester, catturando Stefano e ponendo fine momentaneamente al suo regno. Matilda divenne regina, ma entrata in contrasto coi suoi sudditi fu espulsa da Londra e nel 1148 dovette far ritorno in Francia e Stefano tornò sul trono. Tuttavia, dopo la morte dei suoi eredi, Stefano accettò il trattato di Wallingford con cui riconosceva il figlio di Matilda, il futuro Enrico II d'Inghilterra, come suo legittimo successore che in effetti venne incoronato, alla scomparsa del sovrano, nel 1154 ponendo fine ai conflitti.

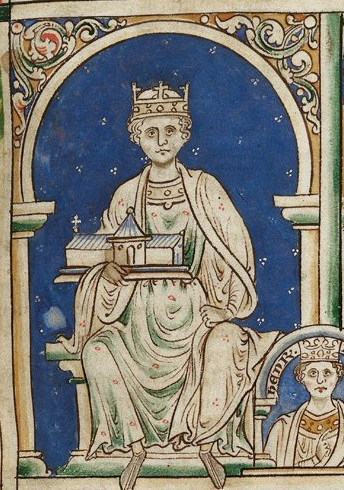
Enrico II d'Inghilterra dalla Historia Anglorum di Matthew Paris, 1250 circa

Enrico II fu il primo dei sovrani Angiò-Plantageneti d'Inghilterra, così chiamati perché erano anche conti di Angiò nel Nord della Francia. Enrico aveva anche acquisito il vastissimo Ducato di Aquitania per matrimonio e l'Inghilterra divenne una parte fondamentale di un insieme di territori dislocati in tutta l'Europa occidentale, in seguito chiamato Impero plantageneto. Durante il suo regno, Enrico, riaffermò il centralismo monarchico a scapito del potere feudale e di quello legislativo della Chiesa, ricostituì il tesoro della corona, invase l’Irlanda e favorì la colonizzazione anglo-normanna del paese. Inoltre, Enrico rafforzò i confini dell'Inghilterra con il Galles e la Scozia e utilizzò la ricchezza del paese per finanziare una lunga guerra con i suoi rivali in Francia, ma gli accordi per la sua successione si rivelarono ancora una volta problematici. Già durante il suo regno scoppiarono diverse rivolte guidate dai suoi figli desiderosi di acquisire potere e terre, talvolta con il sostegno del Regno di Francia, di quello di Scozia e dei principi gallesi. Dopo un ultimo scontro con il padre, suo figlio Riccardo I salì al trono nel 1189.

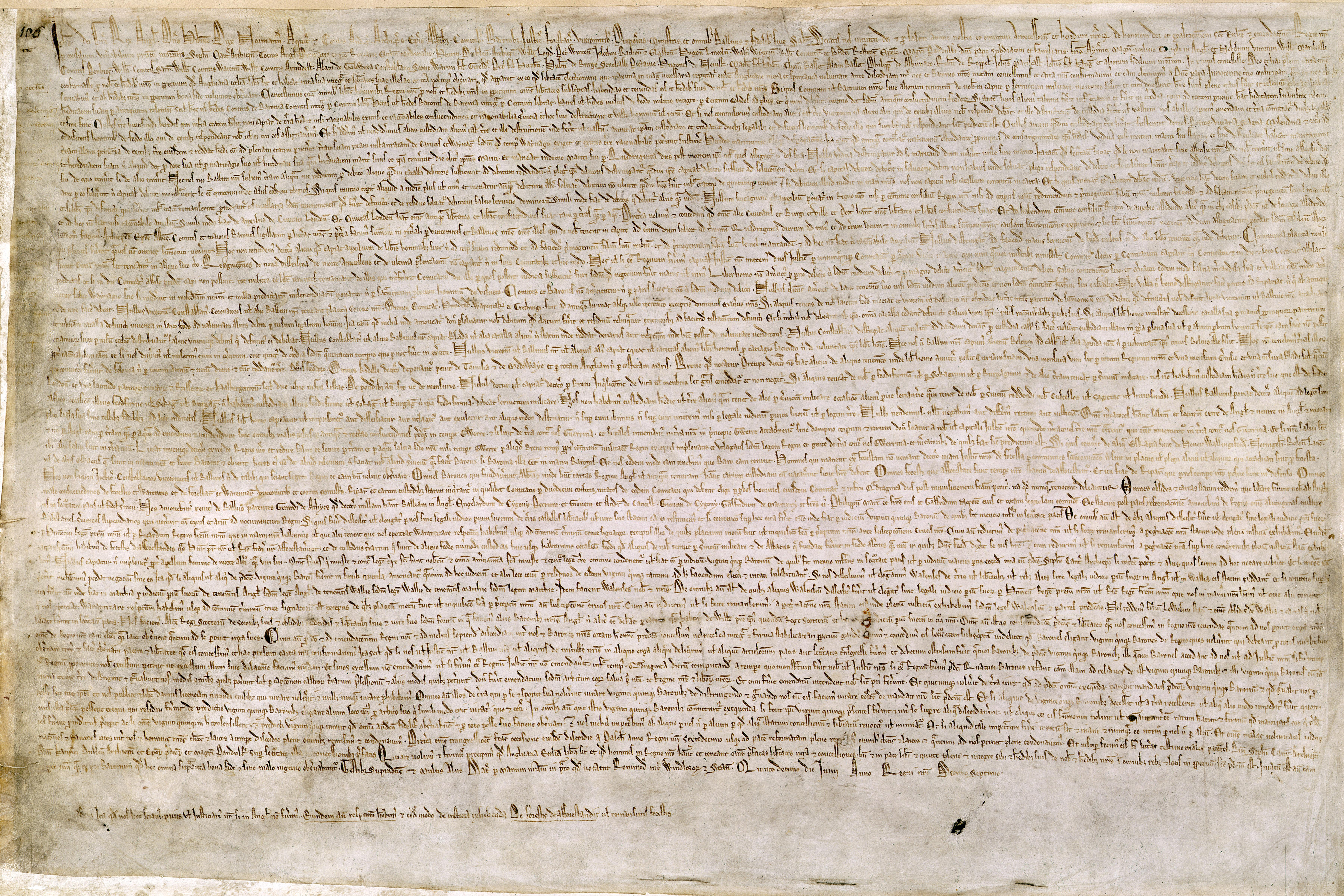
Una delle sole quattro esemplificazioni sopravvissute della Magna Carta del 1215 conservata alla British Library

Riccardo trascorse il suo regno concentrato sulla protezione dei suoi possedimenti in Francia e sulla sua partecipazione alla terza crociata; suo fratello, Giovanni, gli successe sul trono d'Inghilterra alla sua morte avvenuta nel 1199 ma dopo alcuni anni di guerra contro la Francia perse la Normandia e gran parte dell'Aquitania. Negli anni successivi intraprese ulteriori campagne militari, sempre più onerose nel tentativo di riconquistare questi territori ma ottenne solo l’inasprimento dei, già difficili, rapporti con i baroni del regno scontenti dei forti tributi imposti. Per tentare di ristabilire la pace tra la corona e l’aristocrazia nel 1215 si tenne un confronto che sfociò nella promulgazione della Magna Carta con cui il re accettava alcune richieste dei suoi baroni. Tuttavia, il mancato rispetto delle clausole sottoscritte portò allo scoppio della prima guerra dei baroni. Dopo aver combattuto contro i ribelli e con i loro alleati francesi fino a giungere a una situazione di stallo, Giovanni morì e il potere passò al giovane figlio Enrico III. Il potere della corona inglese rimase comunque instabile a tal punto che durante la successiva seconda guerra dei baroni del 1264 lo stesso re fu de facto esautorato per mano di Simone V di Montfort. Il figlio di Enrico, che successivamente divenne Edoardo I, sconfisse le fazioni ribelli tra il 1265 e il 1267, riportando al potere suo padre.

### Tardo Medioevo (1272–1485)

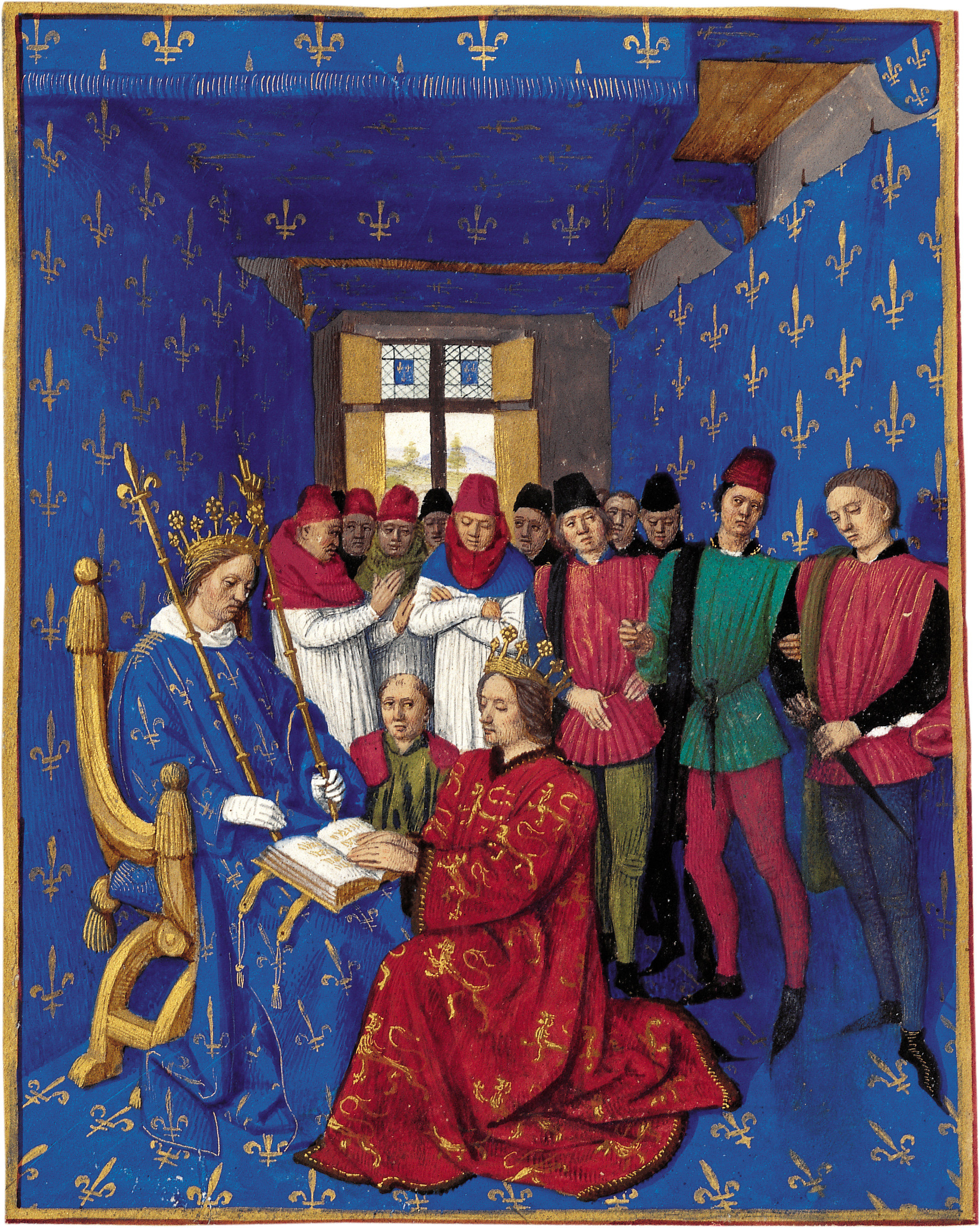
L'omaggio feudale di Edoardo I d'Inghilterra (inginocchiato) a Filippo il Bello (seduto). Come duca d'Aquitania, Edoardo era vassallo del re di Francia; tale situazione sfociò nella guerra dei cent'anni

Divenuto re, Edoardo I ridiede potere al governo centrale anche grazie a una politica di ricostruzione e ampliamento dei castelli strategicamente più importanti precedentemente caduti in rovina. Le rivolte dei principi del Galles del Nord portarono Edoardo a mobilitare un enorme esercito con cui riuscì a sconfiggere i nativi gallesi per poi intraprendere un programma di colonizzazione nella regione. Ulteriori guerre furono condotte nelle Fiandre e nell'Aquitania. Edoardo condusse campagne in Scozia ma non fu in grado di ottenere una decisiva vittoria strategica e le spese che la corona dovette sostenere crearono tensioni che quasi portarono alla guerra civile. Il figlio Edoardo II ereditò la guerra con la Scozia e affrontò una crescente opposizione al suo governo a causa dei suoi favoriti reali e dei numerosi fallimenti militari. La guerra dei Despenser del 1321-22 fu seguita da un periodo di instabilità e dal successivo rovesciamento, e possibile omicidio, di Edoardo avvenuto nel 1327 per mano della moglie francese, Isabella, e di un barone ribelle, Roger Mortimer. Il susseguente regime di Isabella e Mortimer durò solo pochi anni prima di cadere nel 1330 a seguito di un colpo di Stato guidato da Edoardo III, figlio di Isabella.

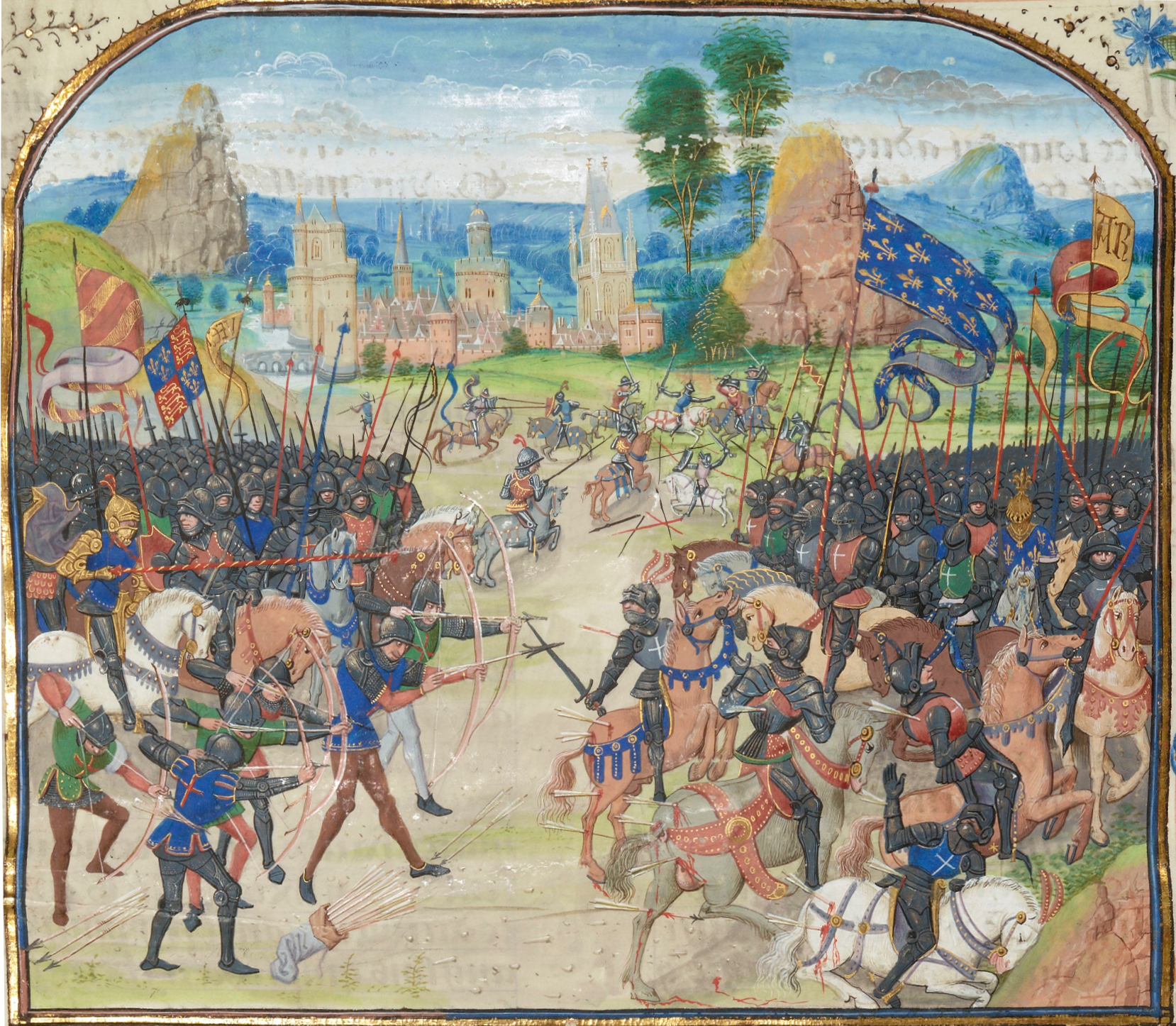
La battaglia di Poitiers, parte della guerra dei cent'anni

Come suo nonno, Edoardo III si adoperò per ristabilire il potere reale, ma durante il 1340 la peste nera giunse in Inghilterra dopo essere dilagata già in tutta Europa. Le perdite umane causate dall'epidemia e le ricorrenti ripresentarsi della malattia che la seguirono, influenzarono in modo significativo gli eventi per molti anni a venire. Nel frattempo, Edoardo, a seguito delle pressioni francesi sull'Aquitania mosse alcune rivendicazioni per il trono di Francia. Nel corso del secolo successivo, gli eserciti inglesi combatterono contro quelli francesi molte battaglie in un conflitto di lunga durata che divenne noto come guerra dei cent'anni. Nonostante le forti imposizioni fiscali necessarie per finanziare la guerra, i successi militari colti da Edoardo consentirono di far giungere in patria un notevole afflusso di ricchezze. Molti membri dell'élite inglese, incluso il figlio di Edoardo, il Principe Nero, furono coinvolti in prima persona nelle campagne in Francia e nell'amministrazione dei nuovi territori continentali conquistati.
Il nipote di Edoardo, il giovane Riccardo II, dovette affrontare problemi politici ed economici, molti dei quali derivanti dalla diffusione della peste nera, inclusa la rivolta dei contadini scoppiata nel Sud dell'Inghilterra nel 1381. Nei decenni successivi, Riccardo e gruppi di nobili si contesero il potere e il controllo della politica nei confronti della Francia fino a quando Enrico di Bolingbroke prese il trono con il sostegno del parlamento nel 1399. Divenuto sovrano con il nome di Enrico IV, esercitò il potere attraverso un consiglio reale e un parlamento tentando, nel contempo, di imporre la conformità politica e religiosa ai suoi sudditi. Il figlio, Enrico V, rinvigorì la guerra con la Francia e si avvicinò al successo definitivo poco prima che la morte lo cogliesse nel 1422. Enrico VI divenne re all'età di soli nove mesi e sia il sistema politico inglese sia la situazione militare in Francia iniziarono a crollare fino alla definitiva sconfitta e il conseguente ritiro dal continente.

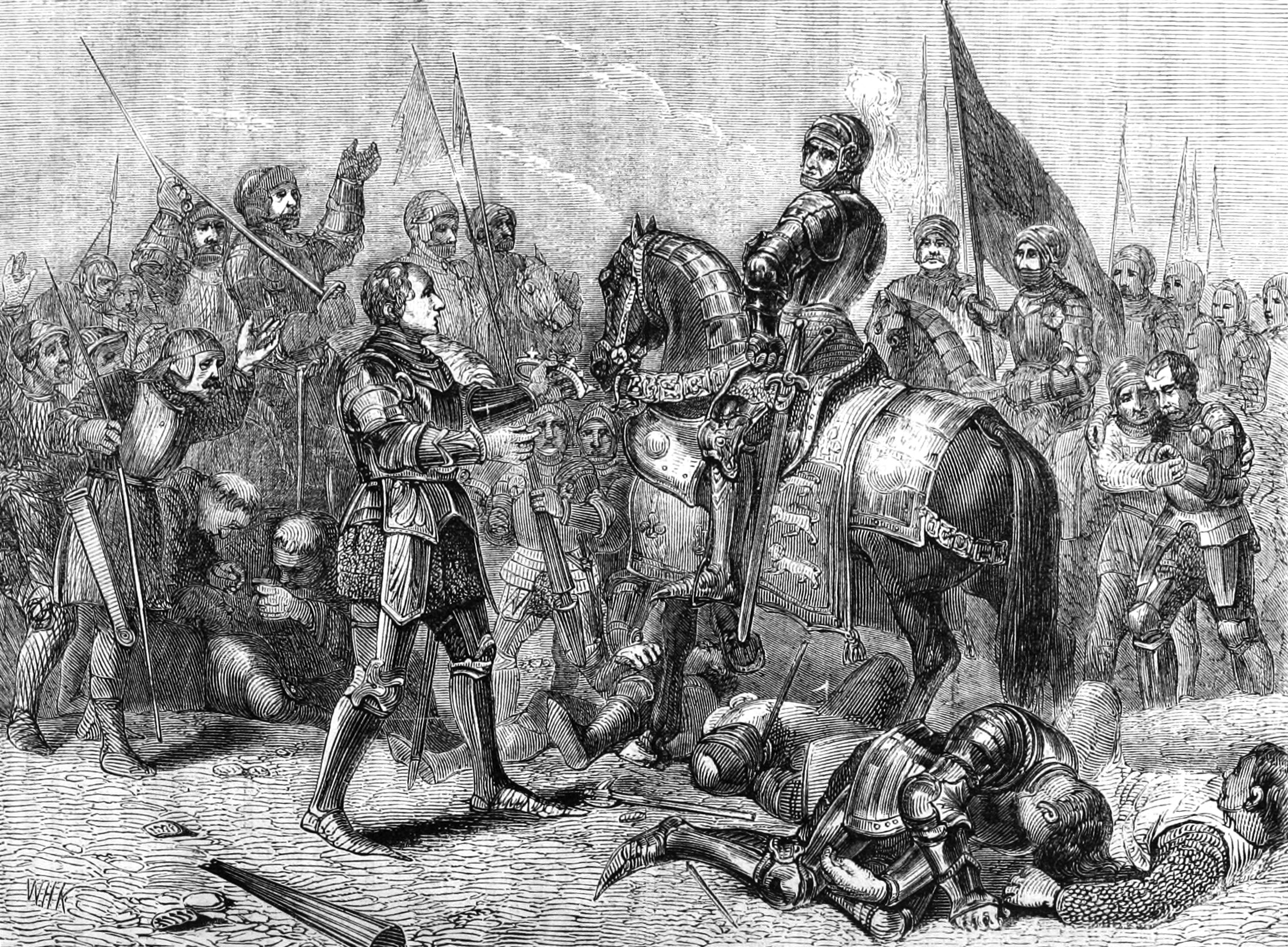
Lord Stanley porge la corona a Enrico VII dopo la battaglia di Bosworth

Un susseguirsi di conflitti civili, in seguito chiamati guerra delle due rose, scoppiò infine nel 1455, stimolati da una crisi economica e da una diffusa percezione di cattivo governo. Edoardo IV, a capo di una fazione nota come Casa di York, depose Enrico nel 1461 ma nel 1469 i combattimenti ripresero quando Edoardo, Enrico e il fratello di Edoardo Giorgio, sostenuti da importanti nobili e potenti alleati francesi, si contesero il potere. Nel 1471 Edoardo risultò trionfante mentre la maggior parte dei suoi rivali erano oramai morti. Alla sua dipartita, il potere passò al fratello Riccardo di Gloucester, che inizialmente regnò per conto del giovane Edoardo V, prima di prendere il trono egli stesso con il nome di Riccardo III. Il futuro Enrico VII, aiutato dalle truppe francesi e scozzesi, tornò in Inghilterra e sconfisse Riccardo nella battaglia di Bosworth nel 1485, ponendo sostanzialmente fine ai combattimenti più significativi, sebbene ribellioni minori contro la sua dinastia Tudor sarebbero continuate per diversi anni.

## Società e governo

### Forma di governo e strutture sociali

#### Alto Medioevo (600–1066)

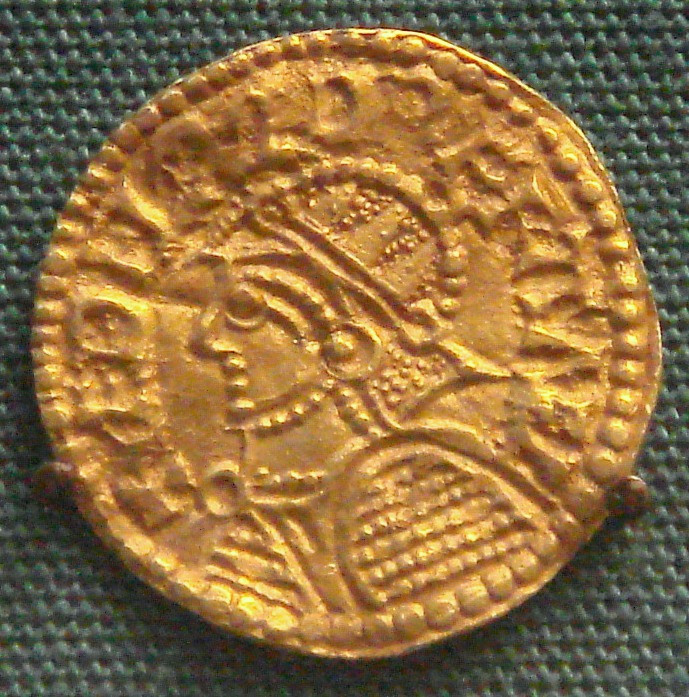
Una moneta anglosassone che mostra l'effigie di Etelredo II d'Inghilterra

I regni anglosassoni erano società stratificate bastate su legami di fedeltà tra potenti signori e i loro sudditi più autorevoli. Al vertice della struttura sociale c'era il re, posto al di sopra di gran parte dei normali processi della vita anglosassone e la cui famiglia aveva privilegi e protezione speciali. Sotto il re vi erano i thegn, ovvero gli appartenenti all'aristocrazia di cui i più potenti mantenevano proprie corti ed erano e venivano chiamati ealdormen. Il rapporto tra i re e la nobiltà era legato al simbolismo militare e allo scambio rituale di armi e armature. Uomini liberi, chiamati churls, formavano il livello successivo della società e spesso erano piccoli proprietari terrieri o artigiani residenti in villaggi o città. I geburs, contadini che lavoravano la terra appartenente a un thegn, costituivano una classe ancora inferiore mentre gli schiavi appartenevano a quella più bassa; essi potevano essere comprati e venduti mentre gli venivano concessi solo diritti minimi.
L'equilibrio di potere tra questi diverse classi è stato nel tempo soggetto a mutamenti. All'inizio dell'era anglosassone, i re venivano eletti dai membri del consiglio del re oramai defunto ma ben presto la primogenitura divenne la norma per la successione. I re rafforzarono ulteriormente il loro status adottando cerimoniali e nomenclature cristiane, come il ricorso a incoronazioni da parte di ecclesiastici a partire dall'VIII secolo e adottando la definizione di "vicario di Cristo" nell'XI secolo. Inizialmente enormi proprietà furono costruite dai sovrani, dai vescovi, dai monasteri e dai thegns, ma tra il IX e X secolo questi andarono incontro a una lenta disgregazione in conseguenza di accordi ereditari o matrimoniali o venendo acquisiti da parte della Chiesa. Nell'XI secolo, l'autorità della corona andò sempre più in crisi poiché gli ealdormen riuscirono a costruire rapidamente nuovi enormi possedimenti, rendendoli collettivamente molto più potenti del re stesso, cosa che contribuì all'instabilità politica che caratterizzò gli ultimi anni anglosassoni. Col passare del tempo, la posizione dei churls andò peggiorando poiché videro erodersi, seppur lentamente i propri diritti mentre i doveri verso i signori aumentavano.

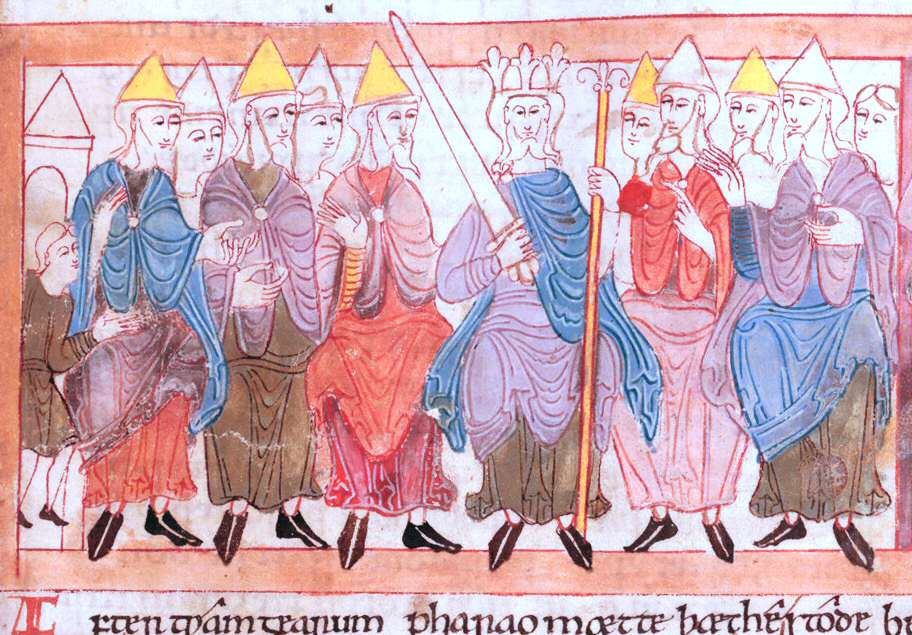
Un re anglosassone con il proprio witenagemot

Il Regno del Wessex, che alla fine rivendicò il controllo sull'Inghilterra nel suo insieme, riuscì ad approntare un'amministrazione centralizzata. La parte centrale era costituita dal consiglio del re, il witenagemot, che comprendeva i membri più anziani del clero, gli ealdormen e alcuni dei thegn più importanti; tale organo si riuniva per consigliare il re su questioni politiche e giuridiche. La famiglia reale comprendeva funzionari, thegns e un segretariato del clero che viaggiava con il sovrano, conducendo gli affari di governo mentre procedeva. Sotto i re vichinghi, anche una guardia del corpo di Huscarl accompagnava la corte. A livello regionale, gli ealdormen svolsero un ruolo importante nel governo, nella difesa e nella riscossione dei tributi; il ruolo di sceriffo emerse nel X secolo ed era un funzionario a cui era affidata l'amministrazione delle contee locali per conto di un ealdorman. Le zecche anglosassoni erano controllate strettamente dai re ed erano in grado di produrre una valuta di alta qualità; i tributi venivano stabiliti attraverso il sistema dell'hindage.
I re anglosassoni produssero una serie di leggi scritte, emanate tramite statuti o codici, ma queste non furono mai completamente esaustive e onnicomprensive ma, come fu tipico in tutto il diritto medievale, furono sempre integrate da una vasta tradizione orale di diritto consuetudinario. Nei primi secoli della dominazione anglosassone la giustizia si basava su assemblee locali, dette moot, che applicavano le leggi a casi particolari; a partire dal X secolo queste furono sostituite da tribunali di centena o di corti, dette shire, che si occupavano di regioni più ampie del regno. Molti ecclesiastici e thegn ricevettero anche l'incarico dal re di tenere proprie corti locali. Il sistema giudiziale si fondava sul giuramento il cui valore variava a seconda della classe sociale di chi lo proferiva: il giuramento di un appartenente alla corte del re, ad esempio, valeva dodici volte quella di un churl. Nel caso venissero afflitte ammende, la loro entità variava similmente in base al valore del giuramento dell'individuo. Le autorità anglosassoni spesso si trovarono a dover contrastare le faide che intercorsero tra le varie famiglie e che erano causa di numerosi omicidi provando a sostituirle con il sistema di guidrigildo, ovvero una forma di risarcimento in denaro che potesse essere un'alternativa alle vendette di lunga data.

#### Il Basso Medioevo (1066-1272)

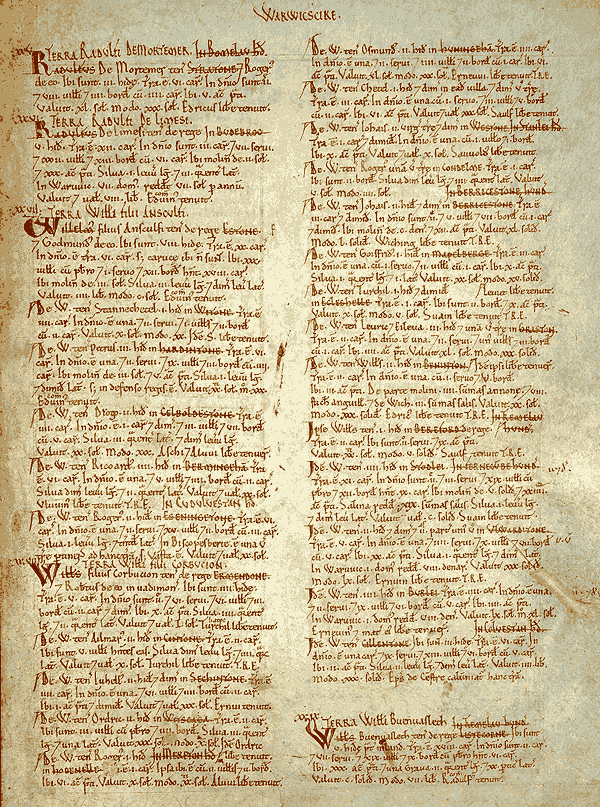
Una pagina del Domesday Book riguardante il Warwickshire

A vent'anni dalla conquista normanna, l'ex classe dirigente anglosassone venne sostituita da una nuova aristocrazia normanna, forte di circa 8 000 uomini normanni e francesi che si erano stabiliti in Inghilterra. In molte aree della società, tuttavia, vi fu una certa continuità, poiché i Normanni adottarono molte delle istituzioni governative anglosassoni, incluso il sistema fiscale, le zecche e la centralizzazione del processo legislativo e alcuni aspetti giudiziari; inizialmente gli sceriffi e i tribunali di centena continuarono a funzionare come prima. Le posizioni fiscali esistenti furono raccolte nel Domesday Book, realizzato nel 1086.
Ben presto si cominciarono però ad avvertire alcuni cambiamenti. Il metodo di governo dopo la conquista può essere descritto come un sistema feudale, in quanto alla nuova aristocrazia erano state assegnate delle terre, o feudi, in cambio della promessa di fornire supporto militare e di un giuramento di fedeltà, chiamato omaggio feudale. A loro volta, i grandi nobili concedevano terre a proprietari più piccoli in cambio di ulteriori omaggi e ulteriore sostegno militare; alla fine i contadini si vedevano assegnare della terra in cambio di servizi di manodopera, creando così una rete di lealtà e risorse rafforzata in parte da nuovi tribunali onorari. Tale sistema era già stato utilizzato in Normandia e, a differenza del precedente adottato dagli Anglosassoni, concentrava maggiori poteri nella figure del re e dell'alta nobiltà. La pratica della schiavitù declinò negli anni successivi alla conquista, poiché i Normanni la consideravano un sistema arretrato e contrario agli insegnamenti della Chiesa cristiana. I contadini più ricchi, tuttavia, persero potere poiché i Normanni resero la proprietà della terra maggiormente dipendente dalla fornitura di servizi di lavoro al signore locale. Essi sprofondarono nella gerarchia economica, andando a ingrossare il numero di poveri o di servi della gleba a cui veniva vietato di lasciare le terre o di cercare un'occupazione alternativa.

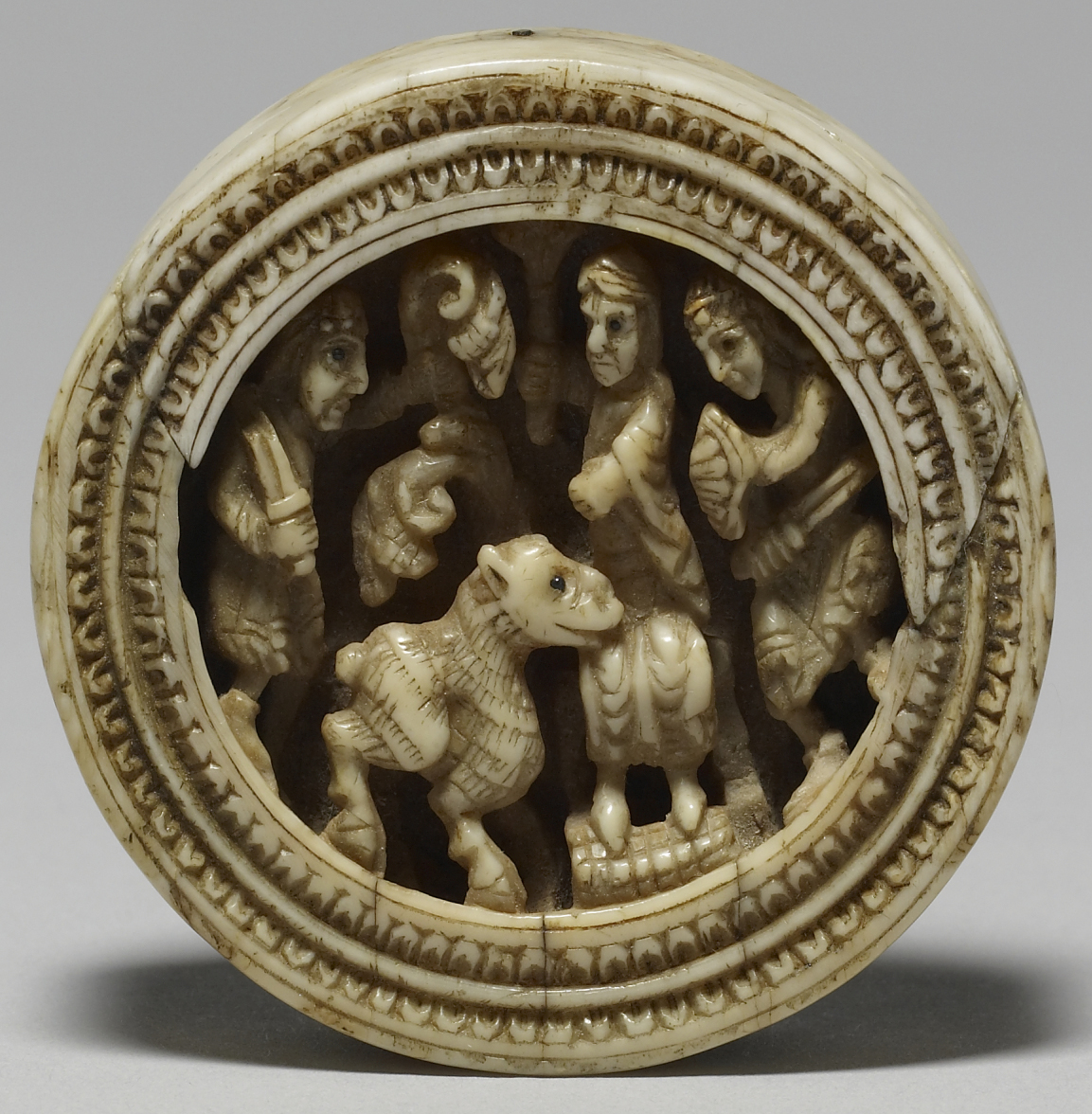
Gioco da tavolo anglo-normanno del XII secolo.
Walters Art Museum, Baltimora.

Al centro del potere, i re impiegavano il clero più colto come cancellieri mentre i comandanti militari più fedeli assolvevano il compito di guardia del corpo reali. I vescovi d'Inghilterra continuarono a costituire una parte importante nell'amministrazione locale insieme alla nobiltà. Sia Enrico I sia Enrico II attuarono significative riforme giuridiche, estendendo e ampliando la portata del diritto regio centralizzato; sul finire del XII secolo le basi per la futura common law inglese erano state ampiamente stabilite, con un tribunale permanente stabilitosi a Westminster, uno dei primi Common Bench, mentre giudici itineranti istruivano processi in tutto il paese. Re Giovanni estese il ruolo reale nell'amministrazione della giustizia e tale ruolo fu una delle questioni affrontate nella Magna Carta del 1215. Nel XIII secolo, il sistema giuridico emergente rinvigorì l'istituzione della servitù della gleba creando una netta distinzione tra uomini liberi e servi.
All'interno del sistema di governo convivevano molte tensioni. Le proprietà terriere e le ricchezze della corona si estendevano per tutto il regno e ponevano il re in una posizione privilegiata superiore anche al più potente aristocratico. Tuttavia, i sovrani plantageneti si trovarono nella necessità di impiegare sempre maggiori risorse per finanziare esose campagne militari, condurre programmi di costruzione o ricompensare i propri sostenitori e questo gli obbligò a esercitare i propri diritti feudali sulle proprietà terriere dei nobili. Tali azioni, spesso controverse, sollevarono lamentele poiché vi era una sempre più consolidata convinzione che la terra dovesse essere detenuta per diritto ereditario e non attraverso il favore del re. Proprietà e ricchezze si concentrarono sempre più nelle mani di un gruppo appartenente alla nobiltà, i grandi magnati, a scapito della più ampia baronia, favorendo il disfacimento di alcune caratteristiche del feudalesimo locale. Col passare del tempo, la nobiltà normanna ricorse a matrimoni con molte delle grandi famiglie anglosassoni e i legami con il Ducato cominciarono a indebolirsi. Verso la fine del XII secolo, mobilitare i baroni inglesi per combattere nel continente si rivelava sempre più difficile e i tentativi di Giovanni in tal senso si conclusero con la guerra civile. Il conflitto riprese sotto Enrico III, con i baroni ribelli che nel 1258-1259 chiedevano ampie riforme, tra cui una prima istituzione del parlamento inglese convocato poi nel 1265 per rappresentare gli interessi dei ribelli.

#### Tardo Medioevo (1272–1485)

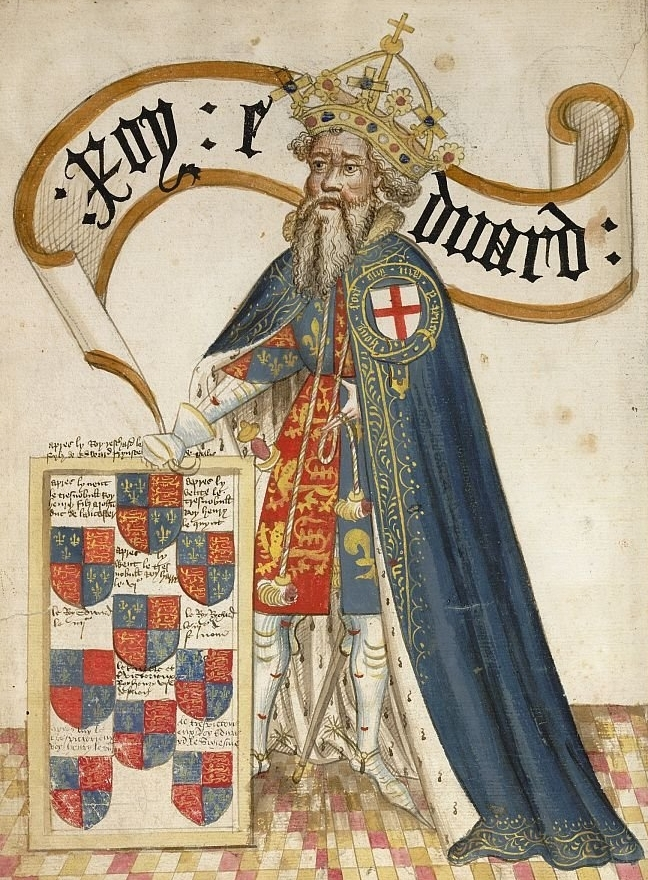
Raffigurazione dell'inizio del XV secolo di Edoardo III, che mostra il codice cavalleresco simbolo dell'Ordine della Giarrettiera

Divenuto re nel 1272, Edoardo I ristabilì l'autorità reale, risanando le finanze reali e facendo appello al parlamento affinché autorizzasse l'aumento delle imposte perché ascoltasse le petizioni riguardanti gli abusi dei governi regionali. Questo equilibrio politico crollò sotto Edoardo II il cui regno fu caratterizzato da selvagge guerre civili. Edoardo III ripristinò l'ordine con l'aiuto di gran parte della nobiltà, esercitando il potere attraverso lo scacchiere dell'erario, il common bench e la corte reale. Questo governo si presentò meglio organizzato e su scala più ampia che mai, tanto che nel XIV secolo l'ex cancelleria itinerante del re si stabilì permanentemente a Westminster. Edoardo ricorse al Parlamento anche più dei suoi predecessori per gestire l'amministrazione generale, legiferare e aumentare le tasse necessarie per pagare le guerre in Francia. Edoardo favorì anche l'organizzazione di sofisticati eventi cavallereschi nel tentativo di unire i suoi sostenitori attorno ai simboli del cavalierato. L'ideale della cavalleria continuò a svilupparsi per tutto il XIV secolo come riflesso nella crescita degli ordini cavallereschi (incluso l'Ordine della Giarrettiera) e dei grandi tornei.
Nella prima metà del XIV secolo, sia la società sia il governo dell'Inghilterra dovettero far fronte a una duplice sfida: prima la grande carestia, poi l'epidemia di peste nera. La crisi economica e demografica creò un'improvvisa eccedenza di terra, minando la capacità dei proprietari terrieri di esercitare i propri diritti feudali e provocando un crollo dei redditi provenienti da terre affittate. I salari aumentarono vertiginosamente, poiché i datori di lavoro dovevano gareggiare per ottenere una forza lavoro sempre più rara. Lo Statuto dei lavoratori del 1351 fu introdotto per limitare i salari e prevenire il consumo di beni di lusso da parte delle classi meno abbienti. Una imposta capitaria (Lump sum tax) fu introdotta nel 1377 e grazie a essa i costi della guerra in Francia furono spalmati maggiormente su tutta la popolazione. Le tensioni sfociarono in violenze nell'estate del 1381 sotto forma di una rivolta dei contadini a cui seguì una pesante repressione con l'esecuzione di ben 7 000 presunti ribelli. Come risultato di tali cambiamenti emerse una nuova classe di sociale, detta gentry, di sudditi sufficientemente abbienti tanto da essere in grado di affittare terreni dalla nobiltà per coltivarli con profitto. Il sistema giuridico continuò a espandersi per tutto il secolo, affrontando una serie sempre più ampia di problemi complessi.
Quando Riccardo II fu deposto nel 1399, il potere dei maggiori nobili magnati era cresciuto considerevolmente; potenti sovrani come Enrico IV li avrebbero contenuti, ma durante la sua minore età essi erano arrivati a controllare il paese. Il reddito dei nobili dipendeva dagli affitti e dai commerci, questo gli permetteva di mantenere un gruppo di servitori armati; questo sistema venne chiamato feudalesimo bastardo. La loro influenza venne esercitata sia attraverso la Camera dei Lord in Parlamento sia attraverso il consiglio del re. La nobiltà e i cittadini più ricchi esercitarono un'influenza crescente attraverso la Camera dei Comuni che si dichiarò contraria all'aumento delle tasse per finanziarie le guerre francesi. Tra il 1430 e il 1440 il governo inglese si trovò in gravi difficoltà finanziarie che portarono alla crisi del 1450 e a una rivolta popolare sotto la guida di Jack Cade. La legge e l'ordine si deteriorarono e la corona non fu in grado di intervenire negli scontri tra diverse fazioni di nobili e i loro alleati. La Guerra delle due rose vide un'escalation di violenza: i nemici catturati venivano giustiziati sommariamente mentre le terre di famiglia confiscate. Quando Enrico VII salì al trono nel 1485, le strutture governative e sociali dell'Inghilterra apparivano sostanzialmente indebolite, con intere famiglie nobiliari estinte.

### Condizione femminile

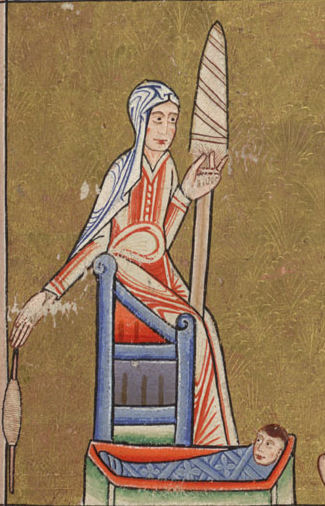
Raffigurazione di una donna inglese del 1170 circa che utilizza un fuso e conocchia mentre si prende cura del giovane figlio

La società dell'Inghilterra medievale era di tipo patriarcale e la vita delle donne era fortemente influenzata dalle credenze dell'epoca sul genere e sull'autorità. Tuttavia, la posizione femminile variava considerevolmente secondo alcuni fattori, compresa la loro classe sociale, ovvero se erano celibi, sposate, vedove o risposate, e in quale parte del paese vivevano. Per tutto il Medioevo sono persistite significative disuguaglianze di genere, poiché solitamente alle donne erano concesse meno libertà rispetto agli uomini riguardo alle scelte di vita, alla possibilità di lavorare e di disporre di diritti giuridici.
Nella società anglosassone, le nobildonne godevano di considerevoli diritti e status, sebbene la società fosse ancora saldamente patriarcale. Alcune di esse potevano avere un sostanziale potere in qualità di badesse, esercitando una diffusa influenza sull'antica chiesa inglese sebbene la loro ricchezza e autorità diminuì a seguito delle riforme monastiche del IX secolo. A partire dal X secolo, le regine anglosassoni iniziarono a detenere le proprie terre e le loro famiglie contribuirono all'amministrazione del regno. Sebbene le donne non potessero guidare l'esercito, in assenza dei loro mariti alcune nobildonne dirigevano la difesa di manieri e città. La maggior parte delle donne anglosassoni, tuttavia, lavorava la terra come parte della comunità agricola o come birraie o fornaie.
Dopo l'invasione normanna, la posizione femminile nella società cambiò. I diritti e i ruoli delle donne andarono a definirsi più nettamente, in parte a causa dello sviluppo del sistema feudale e dell'espansione del sistema giuridico inglese; alcune di esse ne trassero beneficio mentre altre videro la propria condizione peggiorare. Verso la fine del XII secolo i diritti delle vedove furono formalmente sanciti dalla legge, chiarendo il diritto delle donne libere a possedere proprietà ma ciò non impediva a queste di doversi risposarsi con la forza contro la loro volontà. Il consolidamento delle istituzioni governative sotto una successione di vescovi ridusse il ruolo delle regine e delle loro famiglie nel governo. Le nobildonne sposate o vedove rimasero importanti mecenati culturali e religiosi svolgendo un ruolo importante negli eventi politici e militari, anche se i cronisti si dimostrarono incerti sulla correttezza di tale comportamento. Come nei secoli precedenti, la maggior parte delle donne lavorava nell'agricoltura, ma ora i ruoli divennero più chiaramente di genere, con, ad esempio, l'aratura e la gestione dei campi affidati agli uomini e la produzione lattiera e casearia che divenne prevalentemente femminile.
L'epidemia di peste nera lasciò molte donne vedove mentre nel paese il lavoro scarseggiava e molta terra era improvvisamente disponibile. Nelle aree rurali le donne contadine poterono conquistare un tenore di vita migliore che mai, ma la mole di lavoro da loro svolto potrebbe essere aumentato. Molte altre donne si recarono nei borghi più grandi e nelle città, al punto che in alcuni insediamenti esse erano più numerose degli uomini. Lì lavoravano insieme ai loro mariti, o in un particolari occupazioni come la filatura, la realizzazione di vestiti o la preparazione dei cibi. Alcune donne diventarono birraie a tempo pieno fino a quando non furono estromesse, nel XV secolo, dall'attività da parte dell'industria della birra dominata dagli uomini. Nonostante questa situazione relativamente favorevole, alle donne furono sempre preclusi i lavori più prestigiosi e l'apprendistato. Come in passato, in assenza dei mariti le nobildonne esercitavano il potere sui propri possedimenti e ancora, se necessario, li difendevano negli assedi e dalle sortite. Le ricche vedove che avevano rivendicato con successo la loro parte legittima delle proprietà del defunto marito potevano vivere come membri potenti della comunità a pieno titolo.

### Ebrei

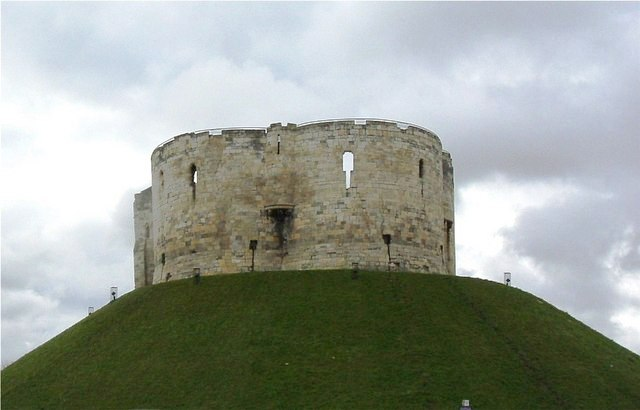
La Clifford's Tower a York, questo fu uno dei luoghi del pogrom antiebraico del 1190

La comunità ebraica svolse un importante ruolo nell'Inghilterra medievale; i primi ebrei giunsero sull'isola all'indomani dell'invasione normanna, quando Guglielmo il Conquistatore invitò i ricchi membri della comunità di Rouen a stabilirsi a Londra. In poco tempo questi si diffusero in tutta l'Inghilterra fornendo alla popolazione servizi di credito che altrimenti sarebbero stati vietati ai cristiani in quanto considerati usura. Durante il XII secolo, la comunità ebraica si arricchì sempre di più operando sotto la protezione reale e fornendo alla corona una fonte di credito immediato. Tutte le principali città possedevano centri ebraici e anche i più piccoli villaggi furono mete di mercanti ebrei itineranti. Verso la fine del regno di Enrico II, tuttavia, il re cessò di prendere in prestito dagli ebrei preferendo finanziarsi attraverso imposizioni fiscali e sanzioni arbitrarie. Gli ebrei furono diffamati e gli furono mosse accuse di omicidio rituale di bambini, incoraggiando i pogrom compiuti contro di essi durante il regno di Riccardo I. Salito al trono Giovanni d'Inghilterra, dopo un'iniziale tolleranza verso gli ebrei, iniziò a estorcergli denaro e, con il crollo dell'ordine nel 1215, la comunità ebraica fu vittima di nuovi attacchi. Enrico III gli restituì una certa protezione e l'attività di prestito tornò a riprendersi. Nonostante ciò, la comunità ebraica si impoverì sempre più e infine venne espulsa dall'Inghilterra nel 1290 sotto Edoardo I venendo sostituita da mercanti stranieri.

## Religione

### Cristianizzazione

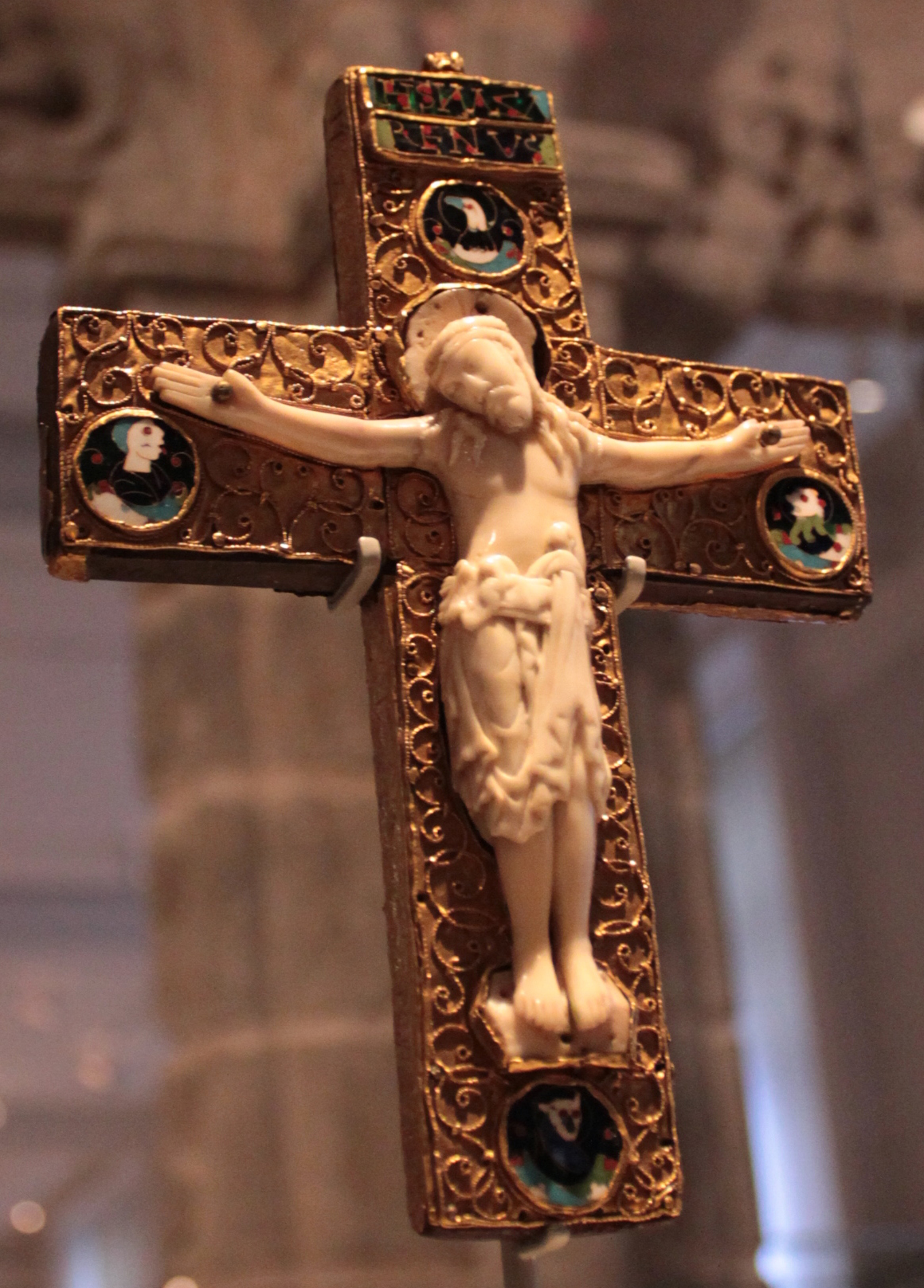
Reliquiario anglosassone a forma di crocifisso cristiano. 1000 circa

La religione ufficiale ai tempi dell'Impero romano era stata il cristianesimo e le prime chiese in Inghilterra sorsero nella seconda metà del IV secolo sotto la supervisione di una gerarchia di vescovi e sacerdoti. Molti santuari pagani già esistenti furono convertiti al rito cristiani tanto che pochi di essi erano ancora in uso nel V secolo. Il crollo del sistema romano alla fine del V secolo, tuttavia, determinò la fine della religione cristiana nell'Est dell'Inghilterra in quanto i nuovi immigrati germanici portarono con sé le proprie credenze e i propri dei, tra cui Woden, Thor e Týr, di cui se ne conserva ancora traccia in alcuni toponimi inglesi. Nonostante tale rinascita del paganesimo in Inghilterra, le comunità cristiane sopravvissero in aree più occidentali come il Gloucestershire e il Somerset.
Il processo di cristianizzazione riprese tra la fine del VI e l'inizio del VII secolo aiutato dalla conversione dei Franchi nel Nord della Francia i quali esercitavano una notevole influenza in Inghilterra. Papa Gregorio I inviò sull'isola un gruppo di missionari per convertire il re Etelberto del Kent e la sua famiglia, avviando così la cristianizzazione di tutto il Kent. Agostino divenne il primo arcivescovo di Canterbury e dette l'impulso alla costruzione di nuove chiese in tutto il Sud-est, riutilizzando i santuari pagani già esistenti. Osvaldo e Oswiu, re di Northumbria, furono convertiti tra il 630 e il 640, ma l'evangelizzazione dell'Inghilterra continuò fino alla metà del VII secolo propagandosi per i Regni di Mercia, tra i Sassoni del Sud e giungendo fino all'isola di Wight. Tale processo arrivò quasi a completarsi entro la fine del VII secolo lasciando, tuttavia, una serie di confuse ed eterogenee riti e pratiche locali. Tale nuovo cristianesimo rifletteva la cultura militare esistente degli Anglosassoni: quando i re iniziarono a convertirsi nei secoli VI e VII, tale fatto iniziò a essere usato come giustificazione per portare guerra contro i restanti regni pagani mentre i santi cristiani vennero associati a caratteri marziali.
Le invasioni vichinghe dell'VIII e del IX secolo reintrodussero il paganesimo nell'Inghilterra nord-orientale, portando a loro volta a un'altra ondata di conversioni. Le credenze dei nuovi giunti erano molto simili a quelle di altre popolazioni germaniche con un vasto pantheon di divinità, tra cui si annoveravano Odino, Thor e Ullr, e mitologie come quella riguardo a una battaglia finale apocalittica chiamata Ragnarǫk. I coloni scandinavi in Inghilterra si convertirono in tempi relativamente brevi assimilando, nei decenni successivi all'occupazione di York, le loro credenze al cristianesimo. Il processo fu in gran parte completato all'inizio del X secolo e permise ai principali uomini di chiesa inglesi di negoziare con i signori della guerra. Quando i norvegesi nella Scandinavia continentale iniziarono a convertirsi, molti governanti del continente reclutarono missionari dall'Inghilterra per assistere a questo passaggio.

### Istituzioni religiose

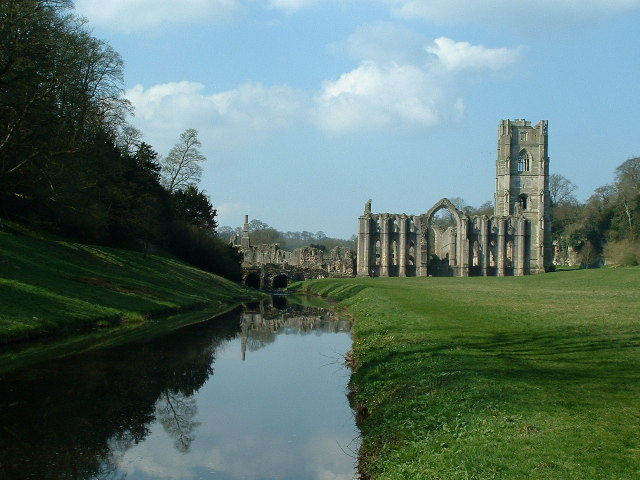
L'abbazia di Fountains, uno dei nuovi monasteri cistercensi edificati nel XII secolo

Con la conversione di gran parte dell'Inghilterra avvenuta tra il VI e VII secolo ci fu una crescita esponenziale nell'edificazione di chiese locali. I monasteri inglesi costituirono la principale base della Chiesa, spesso finanziati dai governanti locali, assunsero diverse forme tra cui comunità miste guidate da badesse, comunità di monaci guidate da vescovi e altre organizzate intorno a preti sposati e alle loro famiglie. Vennero costruite anche cattedrali, guidate da canonici laici secondo la tradizione europea o da capitoli di monaci. Queste istituzioni furono gravemente colpite nel IX secolo da incursioni perpetrate dalle popolazioni scandinave e annessioni predatorie da parte della nobiltà. All'inizio del secolo successivo le terre monastiche, le risorse finanziarie e la spiritualità dei monasteri erano in grave declino. A ciò seguirono riforme sotto i re del Wessex che promossero la regola benedettina allora popolare nel continente. Una rete riformata di circa 40 istituzioni monastiche nel Sud e nell'Est dell'Inghilterra, sotto la protezione del re, contribuirono a ristabilire il controllo sul riconquistato Danelaw.
La conquista normanna del 1066 portò al potere una nuova stirpe di uomini di chiesa normanni e francesi; in alcuni casi vennero adottate le caratteristiche dell'ormai ex sistema religioso anglosassone, mentre altre situazioni si introdussero pratiche originarie della Normandia. Ampie terre inglesi furono concesse ai monasteri situati in Normandia, consentendo loro di creare priorati in tutto il regno. I monasteri furono inseriti saldamente nella rete dei rapporti feudali, con il possesso di terre legato alla fornitura di sostegno militare alla corona. I Normanni adottarono il modello anglosassone delle comunità di cattedrali monastiche e nel giro di settant'anni la maggior parte delle cattedrali inglesi era controllata dai monaci; ogni cattedrale inglese, tuttavia, fu ricostruita, almeno in una certa misura, dai nuovi governanti. I vescovi d'Inghilterra rimasero potenti figure temporali e all'inizio del XII secolo sollevarono eserciti contro gli invasori scozzesi e costruirono castelli in tutto il paese.
Nuovi ordini cominciarono a essere introdotti in Inghilterra. Quando i legami con la Normandia diminuirono, l'ordine cluniacense francese divenne popolare e i loro monasteri vennero introdotti in Inghilterra. Gli Agostiniani si diffusero rapidamente dall'inizio del XII secolo in poi, mentre alcuni decenni più tardi i Cistercensi sbarcarono sull'isola fondando comunità caratterizzate da un'osservanza più austera delle regole monastiche ed edificando le grandi abbazie di Rievaulx e di Fountains. Nel 1215 si contavano oltre 600 comunità monastiche in Inghilterra, ma le nuove fondazioni rallentarono nel corso del secolo successivo. I frati domenicani e francescani arrivarono in Inghilterra intorno al 1220, fondando 150 conventi prima della fine del XIII secolo; questi ordini mendicanti divennero rapidamente popolari, in particolare nelle città, influenzando sostanzialmente la predicazione. Gli ordini religiosi cavallereschi come i Templari, i Teutoni e gli Ospitalieri, divenuti rinomati in tutta Europa, a partire dal XII secolo acquisirono diversi possedimenti in Inghilterra.

### Chiesa, Stato, eresia

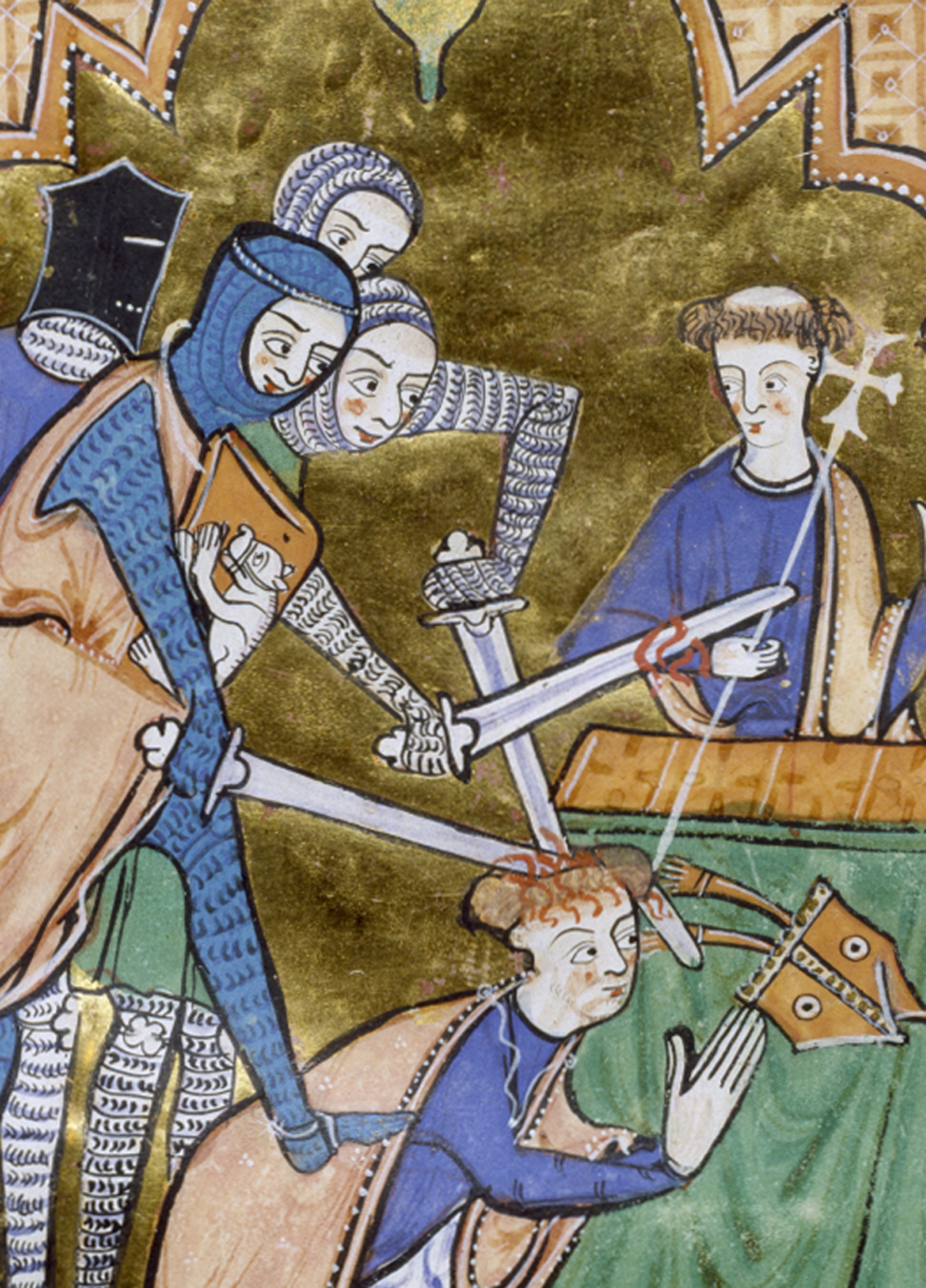
L'assassinio dell'arcivescovo di Canterbury Thomas Becket in una illustrazione della metà del XIII secolo

Per tutto il Medioevo la Chiesa ebbe uno stretto rapporto con l'autorità civile inglese. I vescovi e gli abati svolsero un ruolo importante nel governo centrale ricoprendo importanti incarichi nel consiglio della corona. Molto spesso, i vescovi sovrintendevano a paesi e città, gestendo la tassazione locale e il governo. A seguito delle incursioni scandinave del IX secolo ciò divenne spesso insostenibile e, in luoghi come Worcester, i vescovi trovarono nuovi accordi con gli ealdormen locali, barattando l'autorità e le entrate fiscali in cambio della difesa militare. La prima Chiesa cristiana inglese fu tormentata anche da alcuni disaccordi dottrinale che vennero affrontati durante il sinodo di Whitby del 664; alcune controversie vennero risolte ma la diatriba tra l'arcivescovo di Canterbury e quello di York su chi detenesse il primato in tutta la Gran Bretagna iniziò poco dopo per poi protrarsi per gran parte del periodo medievale.
Guglielmo il Conquistatore ottenne il sostegno della Chiesa di Roma per il suo progetto di invasione dell'Inghilterra promettendo che avrebbe imposto la riforma ecclesiastica. Una volta conquistato il trono inglese, Guglielmo promosse il celibato tra il clero e diede più potere alle corti ecclesiastiche, ma ridusse anche i legami diretti della Chiesa inglese con Roma oltre a renderla maggiormente condiscendente nei confronti del re. Sorsero ben presto tensioni tra questo approccio e il movimento riformatore di papa Gregorio VII il quale puntava a una maggiore autonomia del clero rispetto all'autorità civile, condannava la pratica della simonia e promuoveva una maggiore influenza del papato nelle questioni ecclesiastiche. Nonostante i vescovi continuassero a svolgere un ruolo importante nel governo dell'Inghilterra, emersero gravi tensioni tra i re inglesi e gli esponenti ecclesiastici della Chiesa inglese. Re e arcivescovi si scontrarono sui diritti di nomina e sulla politica religiosa mentre successivi arcivescovi, tra cui Anselmo, Teobaldo di Bec, Thomas Becket e Stephen Langton, dovettero affrontare diverse gravi vicissitudini tra cui essere costretti all'esilio, subire un arresto da parte dei cavalieri del re e, addirittura, venire assassinati. All'inizio del XIII secolo, tuttavia, la Chiesa aveva ampiamente vinto la sua battaglia a favore dell'indipendenza ponendosi nella condizione di dover rispondere solo a Roma.
Nel 1380 emersero diverse contestazioni agli insegnamenti tradizionali della Chiesa derivanti dalla predicazione di John Wycliffe, un insegnante dell'Università di Oxford. Wycliffe sosteneva che le sacre scritture fossero la migliore guida per comprendere le intenzioni di Dio e che la natura superficiale della liturgia, combinata con gli abusi di ricchezza all'interno della Chiesa e il ruolo degli ecclesiastici nel governo civile, distraevano dal suo studio. I lollardi, un movimento a cui appartennero anche molti membri della nobiltà, tentò di perseguire le idee di Wycliffe dopo la sua morte avvenuta nel 1384, suscitando tuttavia la condanna da parte delle autorità civili. I vescovi inglesi ricevettero l'incarico di perseguire e contrastare i predicatori lollardi e a tutto il clero venne imposto di tenere sermoni adeguati. All'inizio del XV secolo, la questione dei lollardi aveva assunto importanti connotazioni politiche.

### Pellegrinaggi e crociate

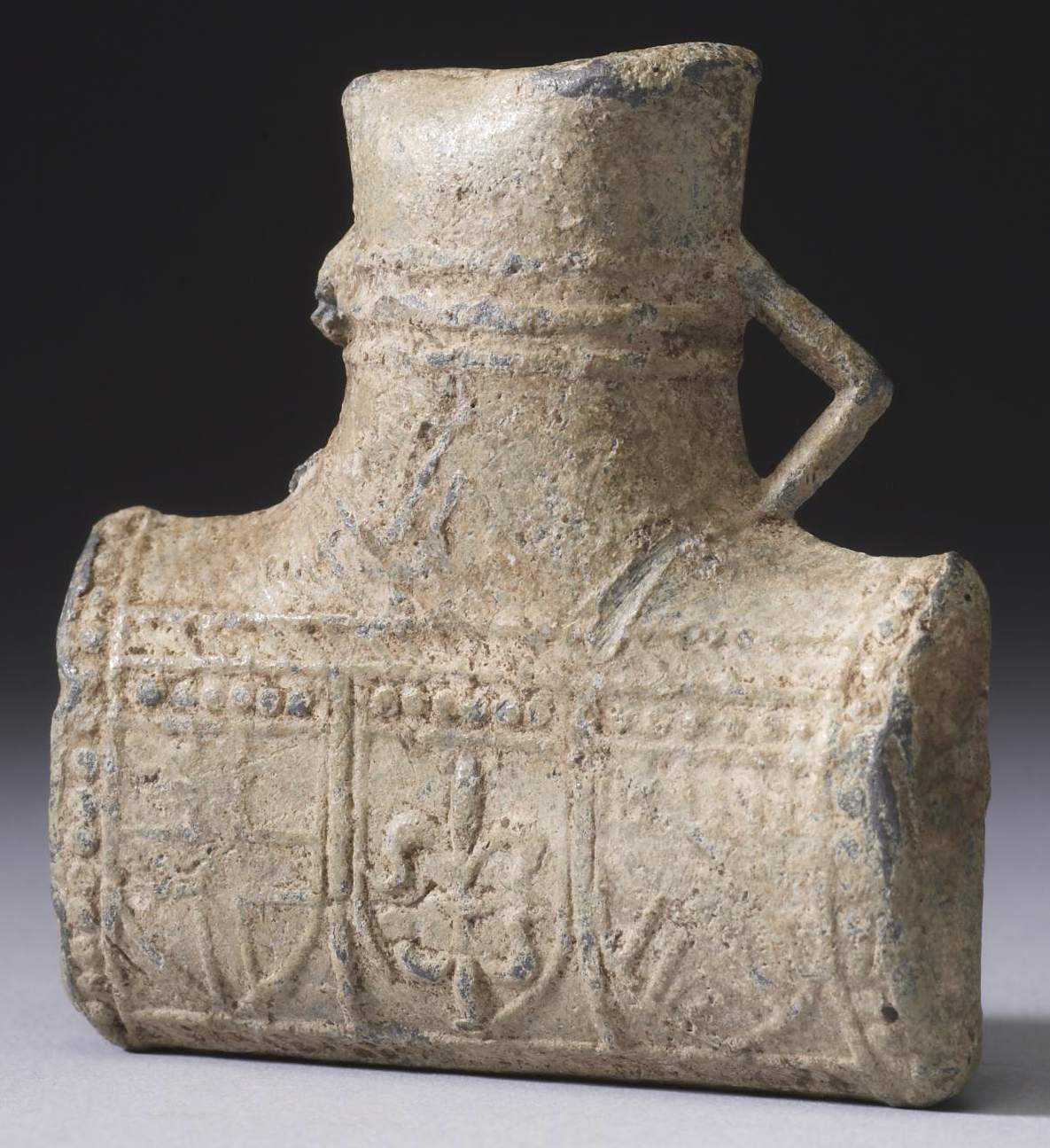
Un fiasco da pellegrino, portato come un talismano protettivo, contenente acqua santa proveniente dalla cattedrale di Canterbury

Durante tutto il Medioevo i pellegrinaggi erano una pratica religiosa popolare in Inghilterra, una tradizione che risaliva al periodo romano. Tipicamente i pellegrini percorrevano brevi distanze verso un santuario o una chiesa particolare, sia per fare penitenza a seguito di un peccato, sia per cercare sollievo da una malattia. Alcuni pellegrini intrapresero viaggi più lunghi all'interno della Britannia o, in alcuni casi, fino al continente.
Durante il periodo anglosassone, molti santuari furono costruiti su ex siti pagani che divennero popolari mete di pellegrinaggio, mentre altri pellegrini visitarono importanti monasteri e luoghi di istruzione. I nobili anziani o i re si recavano a Roma che, dal VII secolo in poi, divenne una destinazione popolare. Sotto i Normanni, città con importanti santuari, come Glastonbury, Canterbury e Winchester, cercarono di promuoversi come mete di pellegrinaggio. L'accumulo di reliquie divenne un compito importante per le istituzioni più ambiziose, poiché si credeva che queste detenessero poteri curativi e conferissero uno status più elevato al luogo ove si trovavano. In effetti, nel XII secolo i resoconti di miracoli postumi da parte di santi locali stavano diventando sempre più comuni in Inghilterra, aumentando l'attrattiva dei pellegrinaggi alle reliquie importanti.
Anche la partecipazione alle crociate era vista come una forma di pellegrinaggio, tanto che per entrambi i casi ci si riferiva spesso utilizzando la parola latina peregrinatio. Sebbene la partecipazione degli inglesi alla prima crociata, avvenuta tra il 1095 e il 1099, fosse stato alquanto limitata, l'Inghilterra svolse un ruolo di primo piano nella seconda, terza e quinta crociata nei due secoli successivi. L'idea di intraprendere un pellegrinaggio verso Gerusalemme non era tuttavia nuova in Inghilterra, poiché l'idea di una guerra religiosamente giustificata risaliva all'epoca anglosassone. Non tutti coloro che prendevano la Croce in realtà poi partivano effettivamente per la Terra santa poiché non disponevano dei capitali sufficienti per il viaggio. La raccolta dei denari necessari per la partecipazione a una crociata costringevano talvolta i crociati a vendere o a ipotecare i propri possedimenti, coinvolgendo anche le loro famiglie, influenzando così notevolmente anche l'economia del paese nel suo insieme.

## Economia e tecnologia

### Geografia

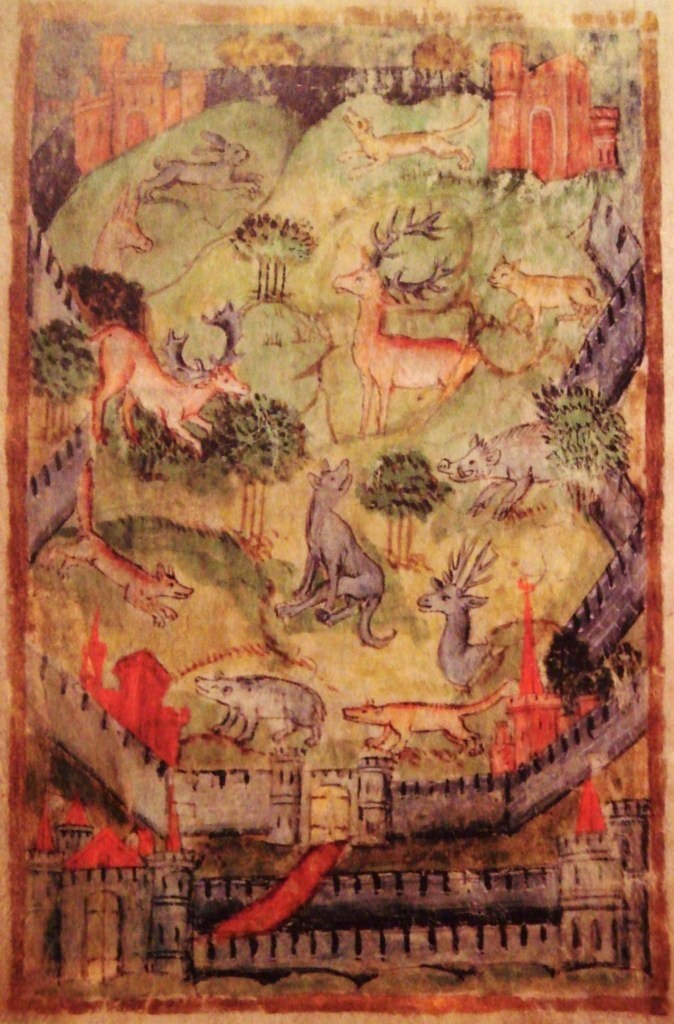
Raffigurazione quattrocentesca di una riserva di caccia

Nell'età medievale il territorio dell'Inghilterra era assai diversificato, andando dalle paludi dell'East Anglia ai boschi del Weald, fino alle brughiere montane dello Yorkshire. Nonostante ciò, l'Inghilterra medievale si poteva dividere sostanzialmente in due zone, grosso modo separate dai fiumi Exe e Tees: il sud e l'est beneficiavano di suoli più leggeri e ricchi, in grado di sostenere sia l'agricoltura arabile che quella pastorale, mentre i suoli più poveri e il clima più freddo del nord e dell'ovest potevano consentire solamente un'economia prevalentemente pastorale. Rispetto al XX secolo, vi erano maggiori spazi ricoperti da alberi e orsi, castori, lupi vivevano allo stato brado; gli orsi furono cacciati fino all'estinzione avvenuta nell'XI secolo mentre i castori sopravvissero solamente per un altro secolo. Degli oltre circa 16 000 chilometri di strade tracciate dai romani, molte rimasero in uso di cui quattro continuarono a rivestire una particolare importanza strategica (Icknield Way, Fosse Way, Ermine Street e Watling Street) in quanto attraversavano l'intero paese. La rete stradale era adeguata alle esigenze del periodo, sebbene fosse notevolmente più economico trasportare merci via acqua. Le principali reti fluviali costituivano vie di trasporto chiave, mentre molte città inglesi formavano porti interni navigabili.
Per gran parte del Medioevo, il clima dell'Inghilterra era diverso da quello che si avrà nel XXI secolo. Tra il IX e il XIII secolo il paese sperimentò il periodo caldo medievale, un prolungato lasso di tempo caratterizzato da temperature particolarmente miti; all'inizio del XIII secolo, ad esempio, le estati erano di circa un grado più calde rispetto ad oggi e leggermente più secche. Tale quadro climatico permise di coltivare terreni più poveri e di avere vitigni nelle zone più settentrionali. Il periodo caldo fu seguito da diversi secoli di temperature molto più fredde, conosciute come piccola era glaciale; nel XIV secolo i climi primaverili diminuirono notevolmente raggiungendo un picco di freddo tra gli anni Quaranta e Cinquanta del Trecento. Tali rigide temperature influenzarono in modo significativo l'agricoltura e le condizioni di vita degli inglesi di fine medioevo.
Già agli inizi del Medioevo il paesaggio dell'Inghilterra si presentava modellato dalla presenza umana di molti secoli. L'intervento umano aveva creato la silvopastorizia, un antico sistema di combinazione tra boschi e pascolo, e il ceduo, un approccio più intensivo alla gestione dei territori boschivi. Altri terreni agricoli includevano seminativi e pascoli, mentre in alcune parti del paese, come il sud-ovest, le brughiere abbandonate rimasero a testimonianza di una precedente coltivazione risalente all'età del bronzo. Per tutto il medioevo l'uomo ha continuato a modellare l'ambiente a seguito della costruzione dighe realizzate per drenare le paludi, tramite l'abbattimento degli alberi e l'estrazione di torba su larga scala. A partire dal XII secolo le foreste dedicate alla caccia della selvaggina, inclusi cervi e cinghiali, furono considerate come status symbol per la nobiltà.

### Economia e demografia

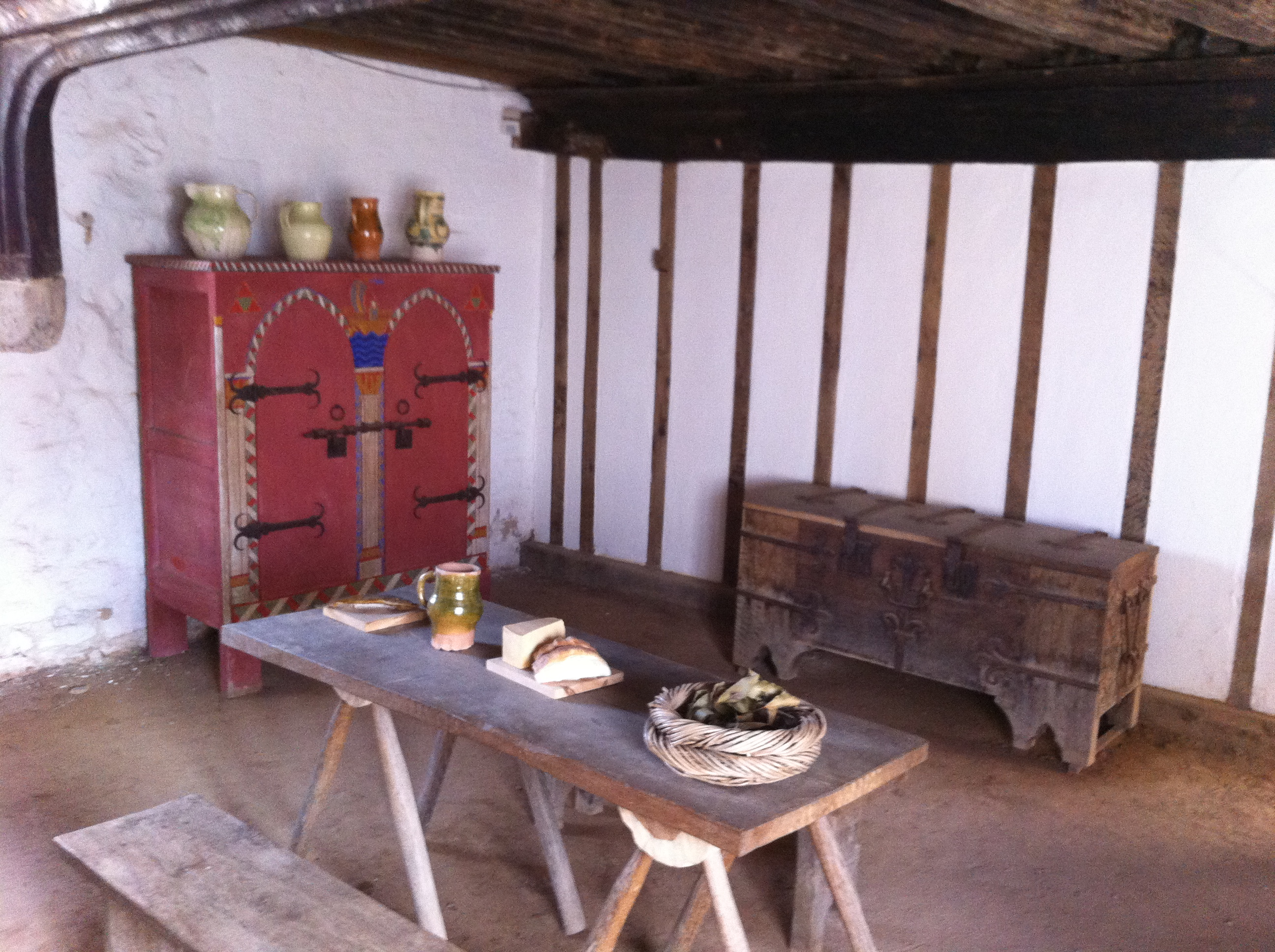
Sala da pranzo di una casa di proprietà di un mercante del XIII secolo, originalmente costruita grazie agli introiti del commercio con l'Europa

L'economia dell'Inghilterra medievale era fondamentalmente agricola dipendendo prevalentemente dalla coltivazione di grano, orzo e avena in un sistema di campi aperti, e dall'allevamento di pecore, bovini e maiali. Nel tardo periodo anglosassone molti contadini smisero di vivere in frazioni isolate preferendo unirsi in villaggi più grandi dediti alla coltivazione dei seminativi. I terreni agricoli venivano poi affidati a contadini che ne pagavano l'affitto al proprietario attraverso il lavoro diretto nelle sue terre o attraverso l'affitto sotto forma di denaro e prodotti. Nell'XI secolo, in gran parte dell'Inghilterra era fiorente un'economia di mercato mentre le città orientali e meridionali si trovavano coinvolte nel commercio internazionale. In quel periodo vennero realizzati circa 6 000 mulini ad acqua per macinare la farina, liberando manodopera per altre attività agricole più produttive.
Sebbene l'invasione normanna avesse causato danneggiamenti a seguito dei saccheggi da parte dei soldati e della confisca delle terre per la costruzione di castelli, l'economia inglese non uscì da quegli eventi particolarmente colpita. Tuttavia i conquistatori aumentarono le tasse e definirono vasti territori forestali come soggetti a legge reale e quindi di esclusivo sfruttamento da parte della corona. Nei due secoli successivi si assistette ad un'enorme crescita economica, in parte avvantaggiata dall'aumento della popolazione che passò dai circa 1,5 milioni di individui del 1086 a tra i 4 e i 5 milioni nel 1300. Per soddisfare una così veloce crescita demografica si rese necessario mettere a disposizione sempre più terreni, in gran parte a spese delle foreste reali, per l'agricoltura e per la produzione di lana da esportare in Europa. Molte centinaia di nuove città furono fondate in tutta l'Inghilterra. I banchieri ebrei svolsero un ruolo significativo nel finanziamento della crescita economica, insieme ai nuovi ordini religiosi cistercensi e agostiniani, che emersero come protagonisti del commercio tessile del nord. L'attività mineraria aumentò considerevolmente e la maggiore disponibilità di argento a partire dal XII secolo contribuì ad alimentare l'espansione dell'offerta di moneta.
La crescita economica iniziò a vacillare alla fine del XIII secolo a causa di una combinazione di sovrappopolazione, carenza di terra e suolo impoverito. La Grande carestia del 1315-1317 scosse gravemente l'economia inglese e la crescita demografica cessò; lo scoppio della peste nera nel 1348 uccise circa la metà della popolazione inglese. Il settore agricolo si ridusse rapidamente, con l'aumento dei salari e la diminuzione dei prezzi, i profitti si affievolirono causando la fine definitiva del vecchio sistema feudale e all'avvento del moderno sistema agricolo incentrato sull'addebito di rendite in contanti per la lavorazione delle terre. Con la diminuzione dei guadagni sulla terra, molti possedimenti, e in alcuni casi interi insediamenti, furono semplicemente abbandonati e quasi 1 500 villaggi scomparvero. Il governo effettuò tentativi infruttuosi di regolare salari e consumi, ma questi in gran parte crollarono nei decenni successivi alla rivolta dei contadini del 1381.
All'inizio del XV secolo, in Inghilterra, l'industria tessile crebbe considerevolmente comportando l'emersione di una nuova classe di mercanti internazionali, tipicamente con sede a Londra o nel sud-ovest, che prosperò a scapito delle economie più antiche. L'affermazione di questi nuovi sistemi commerciali determinò il declino di molte fiere internazionali e l'ascesa delle Livery Company. La pesca nel Mare del Nord si espanse in acque più profonde grazie agli investimenti commerciali dei principali mercanti. Tra il 1440 e il 1480, tuttavia, l'Europa entrò in recessione e l'Inghilterra subì il cosiddetto "Grande Crollo": il commercio andò incontro ad una forte contrazione causando la discesa dei prezzi agricoli, degli affitti e rendendo le tasse eccessivamente onerose. Le tensioni e il malcontento risultanti giocarono un ruolo importante nella rivolta popolare guidata da Jack Cade nel 1450 e nella successiva Guerra delle due rose. Entro la fine del Medioevo l'economia ricominciò a riprendersi grazie anche ai notevoli miglioramenti nella lavorazione dei metalli e nella costruzione navale, elementi che avrebbero plasmato l'economia della prima età moderna.

### Tecnologia e scienze

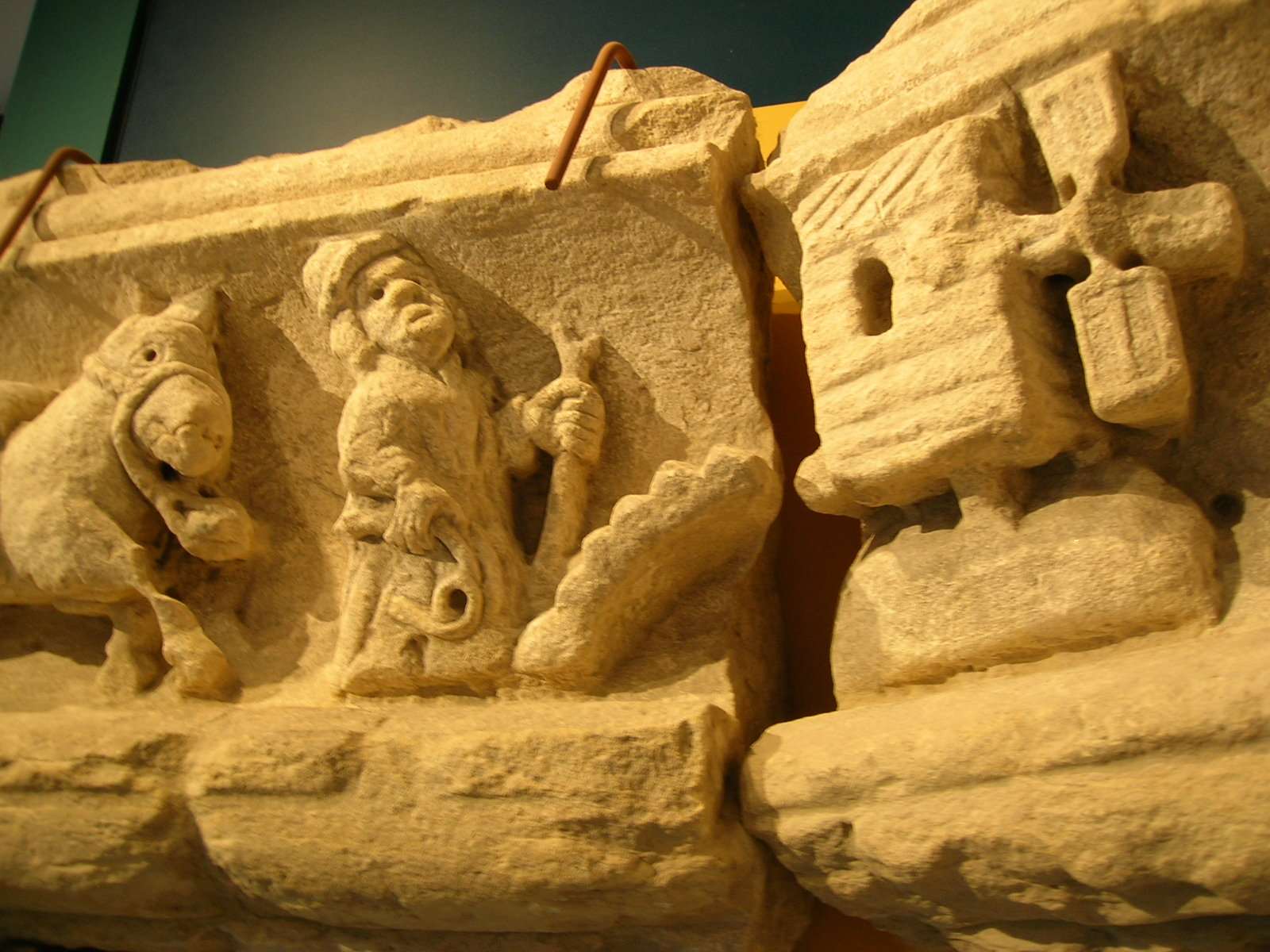
Una scultura medievale dell'Abbazia di Rievaulx che mostra uno dei tanti nuovi mulini a vento costruiti nel XIII secolo

In Inghilterra la tecnologia e le scienze progredirono considerevolmente durante tutto il Medioevo, spinte in parte dal pensiero greco e islamico che giunsero sull'isola intorno al XII secolo. Tra i progressi in campo scientifico vi sono da annoverare l'introduzione di numeri arabi e una serie di miglioramenti nella misurazione del tempo. Gli orologi furono realizzati per la prima volta in Inghilterra alla fine del XIII secolo e i primi a funzionamento meccanico vennero installati nelle cattedrali e nelle abbazie intorno al 1320. Astrologia, magia e lettura della mano erano anch'esse discipline considerate importanti come forme di conoscenza nell'Inghilterra medievale, sebbene alcuni dubitassero della loro affidabilità.
Durante il periodo basso medievale in Inghilterra esercitarono alcuni tra i più influenti studiosi dell'epoca. Ruggero Bacone, filosofo e monaco francescano, realizzò opere di filosofia della natura, astronomia e alchimia; il suo lavoro servì per stabilire le basi teoriche per il futuro metodo scientifico. Guglielmo di Ockham contribuì a fondere la cultura latina, greca e islamica in una teoria generale della logica; il rasoio di Ockham fu una delle sue conclusioni più citate. Gli eruditi inglesi fin dai tempi di Beda il Venerabile (VIII secolo) avevano creduto che il mondo fosse probabilmente sferico, ma Johannes de Sacrobosco stimò la circonferenza della Terra nel XIII secolo. Nonostante i limiti della medicina medievale, Gilbertus Anglicus pubblicò il Compendium Medicinae, una delle più lunghe opere mediche mai scritte in latino. Eminenti testi storici e scientifici iniziarono a essere tradotti in inglese per la prima volta nella seconda metà del XIV secolo, inclusi il Polychronicon e I viaggi di Sir John Mandeville. Le università di Oxford e Cambridge furono fondate nell'XI e nel XII secolo rispettivamente, sul modello dell'Università di Parigi.
Gli sviluppi tecnologici proseguirono in diverse aree. I mulini ad acqua per macinare il grano già erano presenti durante la maggior parte dell'era anglosassone ma dal XII secolo in poi ne furono costruiti molti altri, eliminando totalmente l'uso di mulini manuali, sostituendo gradualmente i vecchi modelli orizzontali con i nuovi verticali. I mulini a vento iniziarono a essere costruiti alla fine del XII secolo e progressivamente divennero quelli più comuni. Le gualchiere e i martelli azionati ad acqua apparvero per la prima volta nel XII secolo mentre l'energia idrica venne sfruttata per migliorare le tecniche di fusione dei metalli nel XIV secolo, con l'apertura del primo altoforno nel 1496. Furono sviluppati anche nuovi metodi di estrazione e alla fine del Medioevo furono installate nelle miniere pompe alimentate dal lavoro di cavalli. L'introduzione della birra al luppolo trasformò l'industria birraia nel XIV secolo e furono inventate nuove tecniche per conservare meglio il pesce. La ceramica smaltata si diffuse nel XII e XIII secolo, con pentole in gres che sostituirono, a partire dal XV secolo, gran parte di piatti e ciotole. William Caxton e Wynkyn de Worde iniziarono a usare la macchina da stampa alla fine del XV secolo. Anche le vie viarie vennero migliorate; molti ponti stradali furono eretti o ricostruiti in pietra durante il lungo periodo di crescita economica del XII e XIII secolo. Il commercio marittimo dell'Inghilterra trasse vantaggio dall'introduzione delle cocche e per la prima volta molti moli furono migliorati e dotati di gru.

## Guerra

### Esercito

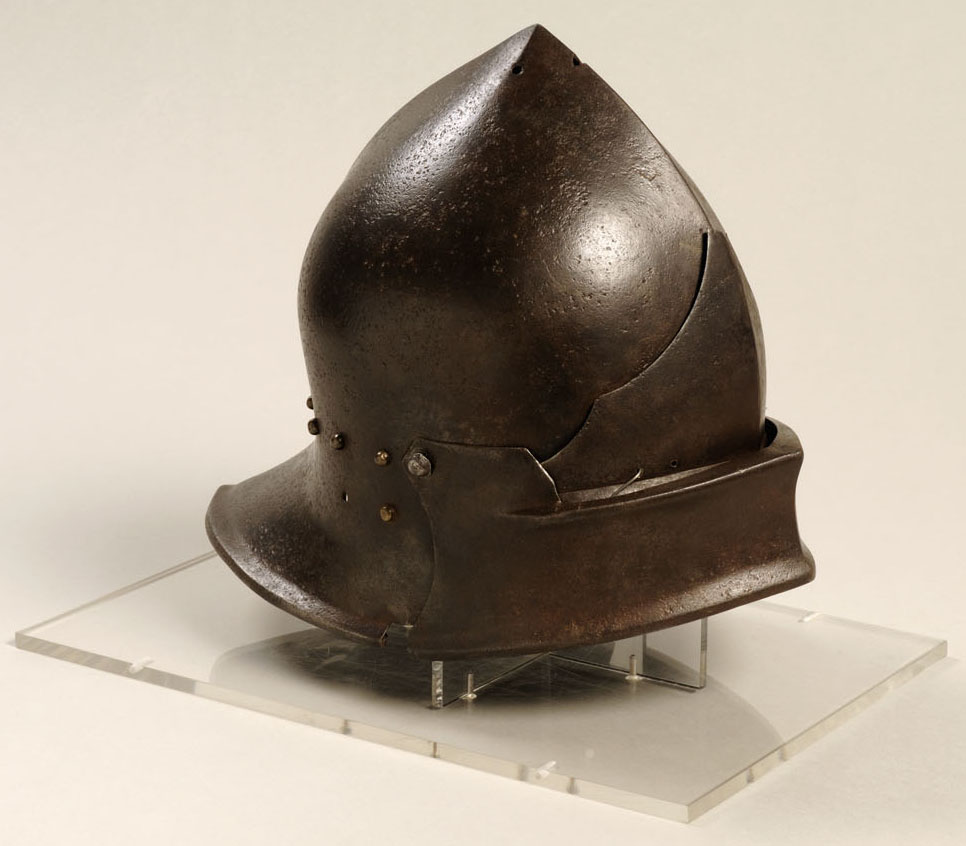
Elmetto del XV secolo conservato presso l'Herbert Art Gallery and Museum

Nella prima Inghilterra anglosassone la guerra era un fatto abituale e continuo, nel periodo successivo ciò andò ad attenuasi ma grandi conflitti si verificavano ancora all'incirca a ogni generazione. Gruppi di nobili ben armati e le loro famiglie formavano il fulcro di questi eserciti, supportati da un numero più ampio di truppe temporanee provenienti da tutto il regno, chiamate fyrd. Già nel IX secolo eserciti che contavano 20 000 uomini potevano essere chiamati per le campagne militari a cui si affiancavano altri 28 000 armati posti a presidiare le difese urbane. L'arma più comune era la lancia mentre le spade erano usate dai nobili più facoltosi; la cavalleria era probabilmente meno comune rispetto all'Europa continentale ma è certo che alcuni anglosassoni combattevano a cavallo. Le scorrerie dei Vichinghi perpetrate nel IX secolo portarono ad alcuni sviluppi nelle tattiche militari, incluso l'uso di muri di scudi in battaglia, mentre la presa scandinava del potere nell'XI secolo introdusse gli housecarls, una classe di soldati d'élite che proteggevano il re.
La guerra ai tempi degli anglo-normanni era caratterizzata da campagne militari di logoramento in cui gli eserciti razziavano le terre nemiche e tentavano di impadronirsi dei castelli allo scopo di ottenere il controllo del territorio dei loro nemici con una serie di vittorie lente ma strategiche. Occasionalmente venivano combattute anche battaglie in campo aperto ma essendo considerate rischiose solitamente venivano evitate dai comandanti più prudenti. Gli eserciti dell'epoca comprendevano cavalieri corazzati supportati da una fanteria. A partire dal XII secolo i balestrieri divennero sempre più numerosi insieme agli arcieri equipaggiati del più antico arco corto Al centro di questi eserciti vi era la familia regis, la guardia permanente del re sovvenzionata da prelievi feudali e composta dai nobili locali chiamati ad un periodo di servizio durante una campagna militare. I mercenari vennero impiegati sempre più frequentemente con la conseguenza che aumentarono considerevolmente i costi da sostenere per una guerra facendo sì che un'adeguata disponibilità di denaro divenisse essenziale per ottenere il successo sui campi di battaglia.
Alla fine del XIII secolo Edoardo I ampliò la familia regis facendola diventare un piccolo esercito permanente formando il nucleo di una forza molto più grande che arrivò a contare fino a 28 700 uomini, in gran parte fanti, impiegati per le campagne in Scozia e Francia. Al tempo di Edoardo III gli eserciti erano di dimensioni inferiori, ma le truppe erano generalmente meglio equipaggiate e dotate di uniforme mentre gli arcieri erano armati di arco lungo, un'arma potenzialmente devastante. I cannoni furono usati per la prima volta dagli inglesi nella battaglia di Crécy del 1346. I soldati iniziarono anche ad essere assunti per campagne specifiche, una pratica che potrebbe aver accelerato lo sviluppo degli eserciti di mercenari. Alla fine del XV secolo, tuttavia, gli eserciti inglesi erano alquanto arretrati rispetto agli standard europei; la guerra delle Due Rose venne combattuta da soldati inesperti, spesso dotati di armi obsolete, consentendo alle forze europee intervenute nel conflitto di avere un effetto decisivo sugli esiti delle battaglie.

### Marina

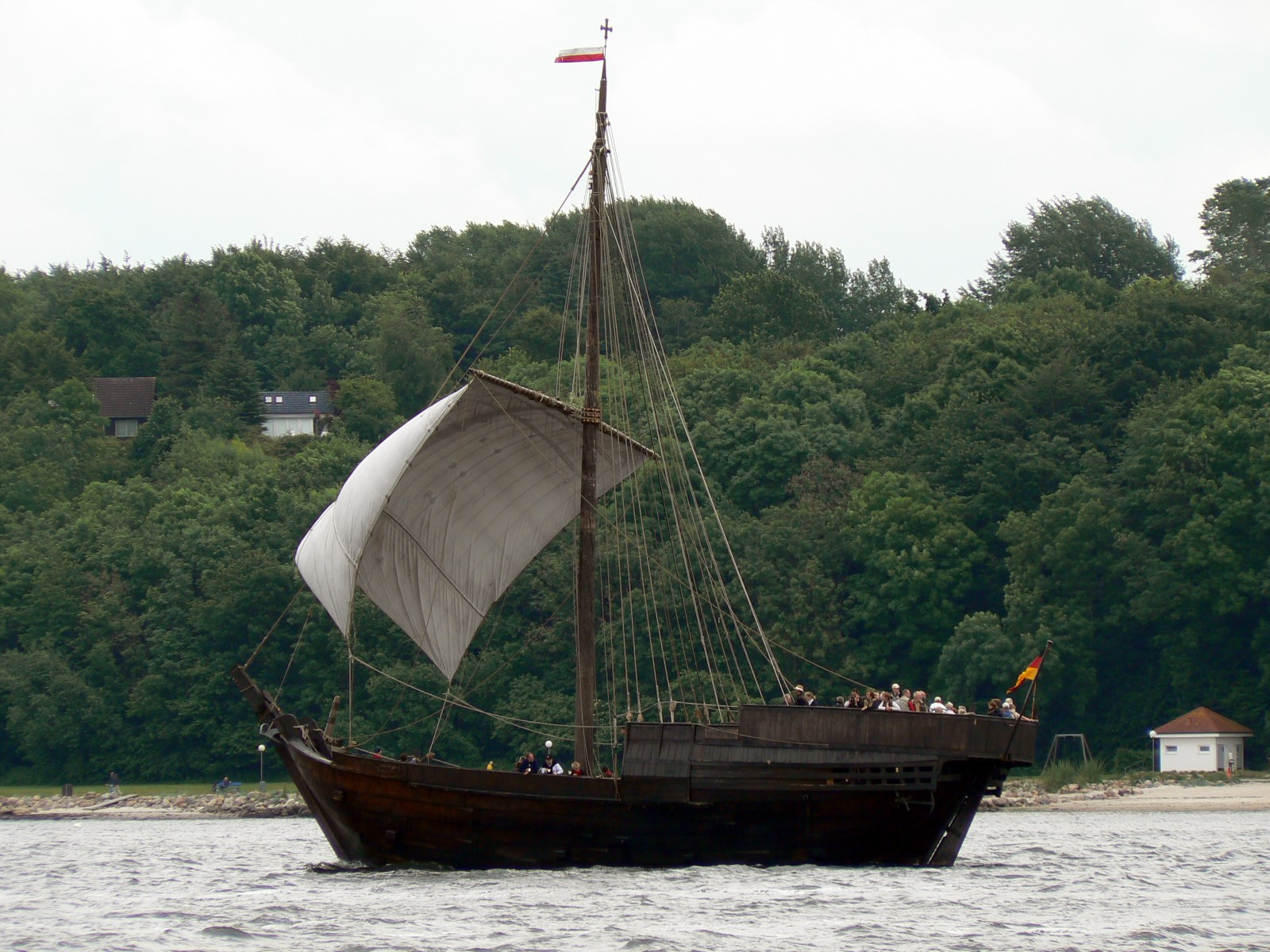
Ricostruzione di una cocca medievale

I primi riferimenti a una marina inglese risalgono all'851, quando i cronisti descrissero navi del Wessex di Alfredo il Grande che sconfiggevano una flotta vichinga. Questi primi navigli dovevano essere di dimensioni limitate ma a partire dal X secolo crebbero di dimensioni, consentendo di proiettare la potenza del Wessex per tutto il Mare d'Irlanda e il Canale della Manica: la flotta di Canuto il Grande contava fino a 40 navi, mentre Edoardo il Confessore ne poteva radunare fino a 80. Alcune navi erano governate da un equipaggio di marinai chiamati lithesmen e bustsecarls, probabilmente reclutati dalle città costiere, mentre altre venivano armate come parte del prelievo tributario nazionale e affidate a un equipaggio regolare.
Le forze navali svolsero un ruolo importante durante il resto del Medioevo, consentendo il trasporto di truppe e rifornimenti, incursioni in territori ostili e attacchi alle flotte nemiche. La potenza navale inglese divenne particolarmente importante dopo la perdita della Normandia nel 1204 che trasformò la Manica da un'amichevole rotta di transito in una regione di confine contesa e critica. Le flotte inglesi nei secoli XIII e XIV comprendevano tipicamente navi specializzate, come galee e grandi navi da trasporto, e navi mercantili dotate di equipaggi arruolati con la forza; quest'ultime erano sempre più spesso cocche, una nuova forma di veliero. Potevano capitare battaglie combattute quando una flotta ne trovava un'altra all'ancora, come la vittoria inglese a Sluys nel 1340, o in acque più aperte, come al largo della costa di Winchelsea nel 1350; campagne di incursioni, come gli attacchi francesi al Sud dell'Inghilterra tra il 1338 e il 1339, potevano causare tali devastazioni per cui alcune città non riuscivano più a riprendersi completamente.

### Fortificazioni

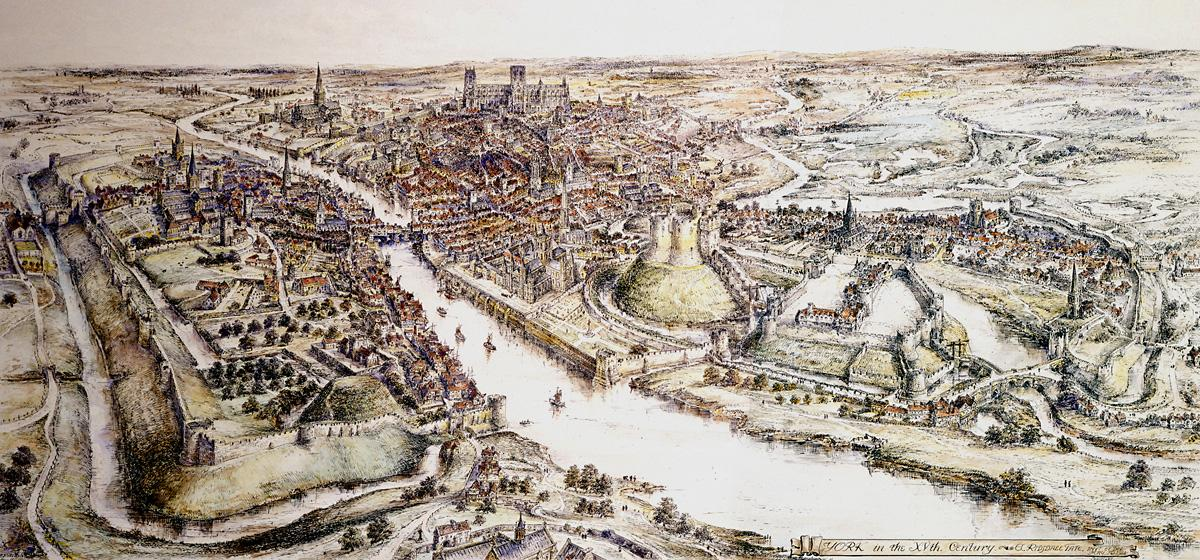
Raffigurazione della città di York del XV secolo

Molte delle fortificazioni costruite dai Romani in Inghilterra sopravvissero fino al Medioevo, comprese le mura che circondano i forti e le cittadine militari. Queste opere difensive furono spesso riutilizzate durante l'instabile periodo post-romano. Tra l'VIII e il IX secolo, i re anglosassoni intrapresero una significativa espansione urbanistica pianificata creando burh, spesso protetti con bastioni di terra e legno. Le mura dei burh a volte utilizzavano fortificazioni romane più antiche, sia per ragioni pratiche, sia per affermare la reputazione dei loro proprietari attraverso il simbolismo del passato potere romano.
Sebbene un ristretto numero di castelli fosse stato costruito in Inghilterra negli anni cinquanta dell'XI secolo, dopo la conquista i Normanni iniziarono a costruire numerose motte castrali in legno, bailey e castelli ad anello per controllare i territori appena occupati. Nel XII secolo i Normanni iniziarono a costruire più castelli in pietra, con caratteristici torrioni a pianta quadrata con funzioni sia militari sia politiche. I castelli reali erano usati per controllare le città chiave e le foreste, mentre i castelli baronali erano impiegati dai signori normanni per controllare i loro possedimenti distribuiti su tutta l'isola; un sistema feudale chiamato "guardia del castello" veniva talvolta utilizzato per fornire una guarnigione. Sia i castelli, sia le tecniche d'assedio continuarono a svilupparsi durante tutto il XII secolo e in quello successivo vennero costruite nuove mura difensive nelle città in tutta l'Inghilterra.
Nel XIV secolo, i castelli combinavano insieme elementi difensivi con locali abitativi lussuosi e parchi sofisticati. In quegli anni le prime armi a polvere da sparo furono usate per difendere le fortificazioni modificandone profondamente l'aspetto e l'organizzazione. Le ingenti spese per il loro mantenimento fece sì che molti castelli venissero lasciati in declino o abbandonati; al contrario, un piccolo numero di essi fu trasformato dai più abbienti in palazzi ove si ospitavano feste e celebrazioni sontuose in saloni dall'architettura elaborata. Strutture difendibili più piccole, chiamate case a torre, emersero nel Nord dell'Inghilterra come strumento di protezione dalle minacce degli scozzesi. Nel periodo tardo medievale, le mura cittadine avevano sempre meno funzioni militari divenendo prevalente lo scopo di espressione di orgoglio civico: molte grandiose porte urbane vennero per questo costruite nei secoli XIV e XV.

## Arti

### Arte

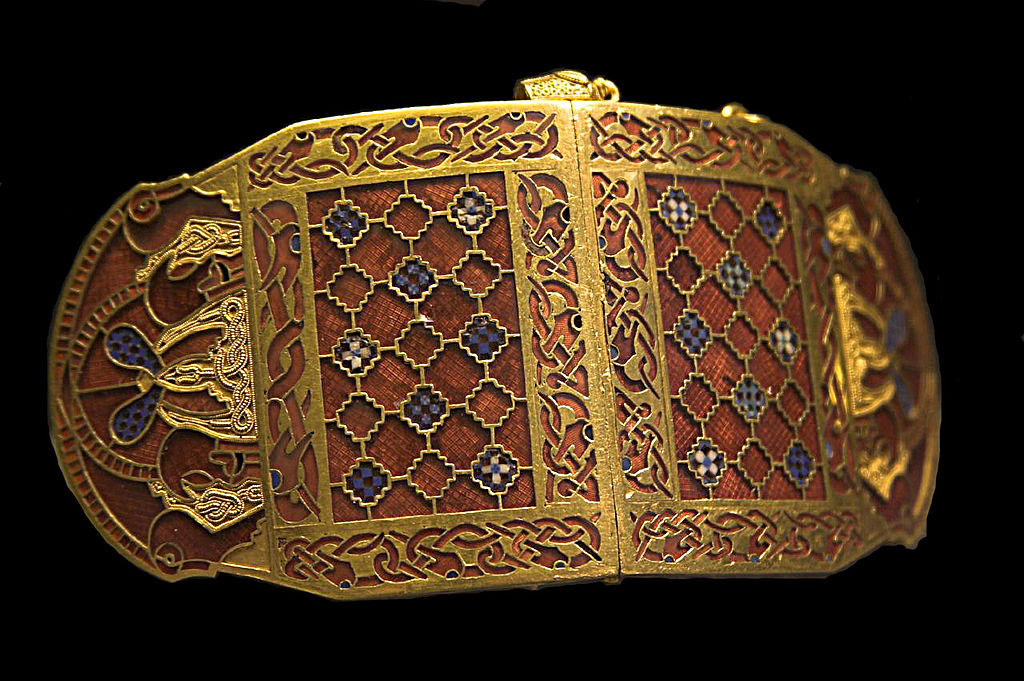
Fermaglio da spalla anglosassone con disegni geometrici e cinghiali zoomorfi alle estremità ritrovata presso la necropoli di Sutton Hoo

L'arte dell'Inghilterra medievale si esprimeva soprattutto sotto forma di dipinti, intagli, libri, tessuti e molti oggetti funzionali ma di ricercato aspetto estetico. Per la loro realizzazione vennero impiegati diversi materiali tra cui oro, vetro e avorio. Sebbene pochi di questi oggetti siano sopravvissuti fino ai nostri giorni, gli artisti anglosassoni scolpirono oggetti in avorio, arricchirono i manoscritti di miniature, ricamarono stoffe, realizzarono sculture e croci in pietra. Vennero, inoltre, realizzati diversi oggetti in metallo, spesso utilizzando l'oro, come spille, fibbie, impugnature di spade e boccali dalle decorazioni particolari. I primi disegni, come quelli trovati nella necropoli di Sutton Hoo, erano caratterizzati da uno stile zoomorfo, fortemente influenzato dagli usi germanici in cui le forme animali erano distorte in forme fluide e posizionate accanto a motivi geometrici. A partire dal VII secolo rappresentazioni più realistiche divennero maggiormente popolari, mostrando una certa plasticità di forma e ritraendo sia animali sia umani. Nel X secolo, l'arte carolingia del continente, ispirata all'immaginario classico, iniziò a diffondersi anche in Inghilterra diventando in poco tempo predominante nei monasteri benedettini riformati del Sud e dell'Est dell'isola.
La conquista normanna permise l'introduzione dell'arte propria della Francia settentrionale, in particolare nei manoscritti miniati e negli affreschi, riducendo la produzione delle sculture. In altri campi artistici, compreso il ricamo, l'influenza anglosassone rimase evidente per tutto il XII secolo e il famoso arazzo di Bayeux è un esempio degli stili più antichi ripresi sotto i nuovi conquistatori. Durante il Tardo Medioevo, il vetro colorato divenne una forma distintiva dell'arte inglese sebbene tale materiale venisse quasi interamente importato dall'Europa. Sebbene ne sia sopravvissuta poca di originale, sappiamo che le vetrate avevano una funzione non solo ornamentale ma anche educativa. La realizzazione e il ricamo degli arazzi inglesi dell'inizio del XIV secolo erano di qualità particolarmente elevata; le opere prodotte da suore e professionisti londinesi furono esportati in tutta Europa, diventando note come opus anglicanum. Anche i libri miniati, come il salterio della regina Maria, erano caratteristici di questo periodo. Nel XIV secolo l'arte inglese andò in crisi di fronte alla concorrenza proveniente dalle Fiandre e in seguito la migliore produzione artistica inglese finì per imitare gli stili fiamminghi.

### Letteratura, teatro e musica
Gli Anglosassoni produssero lunghe poesie in inglese antico, alcune delle quali furono scritte già nel IX secolo sebbene la maggior parte di quelle sopravvissute risalgono agli anni del X e l'inizio dell'XI secolo. Beowulf, scritto probabilmente tra il 650 e il 750 rappresenta un tipico esempio di tali opere, ritraendo un racconto vivido, eroico, che termina con la morte del protagonista per mano di un drago ma che mostra anche i segni delle nuove influenze cristiane in Inghilterra. Dall'XI secolo in poi, l'inglese antico venne usato anche per la scrittura accademica e di corte comprese le traduzioni di popolari opere straniere, tra cui il Cura Pastoralis.
Poemi e racconti scritti in lingua francese divennero popolari dopo la conquista normanna e nel XII secolo iniziarono a essere prodotte alcune opere sulla storia inglese in versi francesi. Poesie romantiche sui tornei e sull'amore cortese divennero popolari a Parigi e questa moda si diffuse velocemente anche in Inghilterra; anche i racconti sulla corte di re Artù erano in voga, in parte per via dell'interesse mostrato da Enrico II. L'inglese continuò a rappresentare una lingua letteraria di nicchia, soprattutto per scrivere opere religiose locali e alcune poesie nel Nord dell'Inghilterra, ma la maggior parte delle opere più importanti furono scritte in latino o francese. Durante il regno di Riccardo II ci fu un'impennata nell'uso dell'inglese nella poesia, a volte definita "poesia ricardiana", sebbene tali scritti emulassero ancora le mode francesi. Nonostante ciò, il lavoro di Geoffrey Chaucer dal 1370 in poi, culminato nei celebri Racconti di Canterbury, era caratterizzato da uno stile unicamente inglese. Ragguardevoli brani di poesia cortese continuarono a essere prodotti nel XV secolo dai discepoli di Chaucer e Thomas Malory rielaborerò i più antichi racconti arturiani per scrivere La morte di Artù.

### Architettura

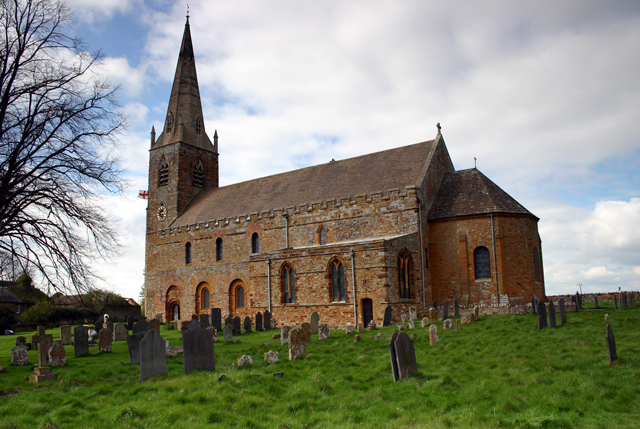
La romanica chiesa di Tutti i Santi di Brixworth, tardo VII-VIII secolo

Nel secolo successivo al crollo della società romano-britannica vennero costruiti pochissimi edifici rilevanti e molti villaggi e paesi furono abbandonati. In alcuni insediamenti sorsero nuove abitazioni lunghe e rotonde mentre in altri si scelse di edificare edifici in legno imitando gli stili romani più antichi. Gli immigrati germanici costruirono piccoli edifici rettangolari di legno e, occasionalmente, palazzi più grandioso. Tuttavia, la conversione al cristianesimo avvenuta nei secoli VI e VII fece giungere sull'isola i muratori italiani e francesi che realizzarono chiese in pietra, di bassa altezza, dotate di una stretta pianta rettangolare, intonacate all'interno e munite di vetri e di paramenti colorati. L'architettura romanica si sviluppò per alcuni secoli con grande uso degli archi a tutto sesto. Nel X e XI secolo furono innalzate chiese e monasteri molto più grandi, con torri quadrate e circolari secondo la consuetudine contemporanea europea. I palazzi costruiti per la nobiltà erano incentrati su grandi saloni di legno, mentre nelle zone rurali cominciarono a sorgere le prime case padronali.
Giunti in Inghilterra, i Normanni portarono con sé gli stili architettonici dal proprio ducato dove erano maggiormente preferite le austere chiese in pietra. Sotto i primi re normanni tale stile venne adattato per edificare grandi e spartane cattedrali con volte a crociera. Durante il XII secolo lo stile anglo-normanno divenne più ricco e ornato, con archi a sesto acuto derivati dall'architettura francese che sostituirono i profili romanici curvi; questo stile è chiamato primo gotico inglese e continuò, sebbene con alcune variazioni, per tutto il resto del Medioevo. All'inizio del XIV secolo in Inghilterra nacque lo stile gotico perpendicolare caratterizzato da un'accentuata enfasi sulla verticalità grazie alle sue grandi finestre a arcate svettanti. A partire dal XV secolo l'attenzione dei costruttori si allontanò dalle cattedrali e monasteri per migrare verso le chiese parrocchiali, spesso decorate con opere lignee riccamente intagliate. A loro volta, queste chiese influenzarono la progettazione di nuove cappelle da edificarsi nelle cattedrali già esistenti.
Contestualmente agli influssi provenienti dal continente, l'architettura locale continuò a svilupparsi, dapprima occupandosi delle più antiche abitazioni anglosassoni per poi iniziare rapidamente a interessarsi di edifici più grandi in pietra e legno. Le classi più elevate della società preferivano case con grandi saloni al pianterreno mentre i meno abbienti risiedevano in abitazioni più semplici con saloni al primo piano; padrone e servi vivevano spesso negli stessi spazi. Gli edifici cittadini venivano costruiti prevalentemente in pietra e comprendevano locali a uso sia commerciale sia domestico in un unico progetto funzionale. Nel XIV secolo le case e i castelli più fastosi rappresentavano delle vere e proprie opere d'arte: piastrellati con materiali di pregio, spesso affrescati e dotati di grandi finestre di vetro, questi edifici erano spesso progettati come un insieme di appartamenti che consentissero una maggiore riservatezza. Il mattone iniziò a essere usato in alcune parti del paese, copiando i gusti dei francesi. L'architettura che traeva ispirazione dai vecchi progetti difensivi rimase popolare. Poco si conosce delle abitazioni dei contadini anche se sembra che vivessero in lunghe case a graticcio relativamente consistenti; negli economicamente floridi anni successivi alla peste nera la qualità di queste case migliorò in quanto vennero costruite da artigiani professionisti.